# 中国人民解放军军衔

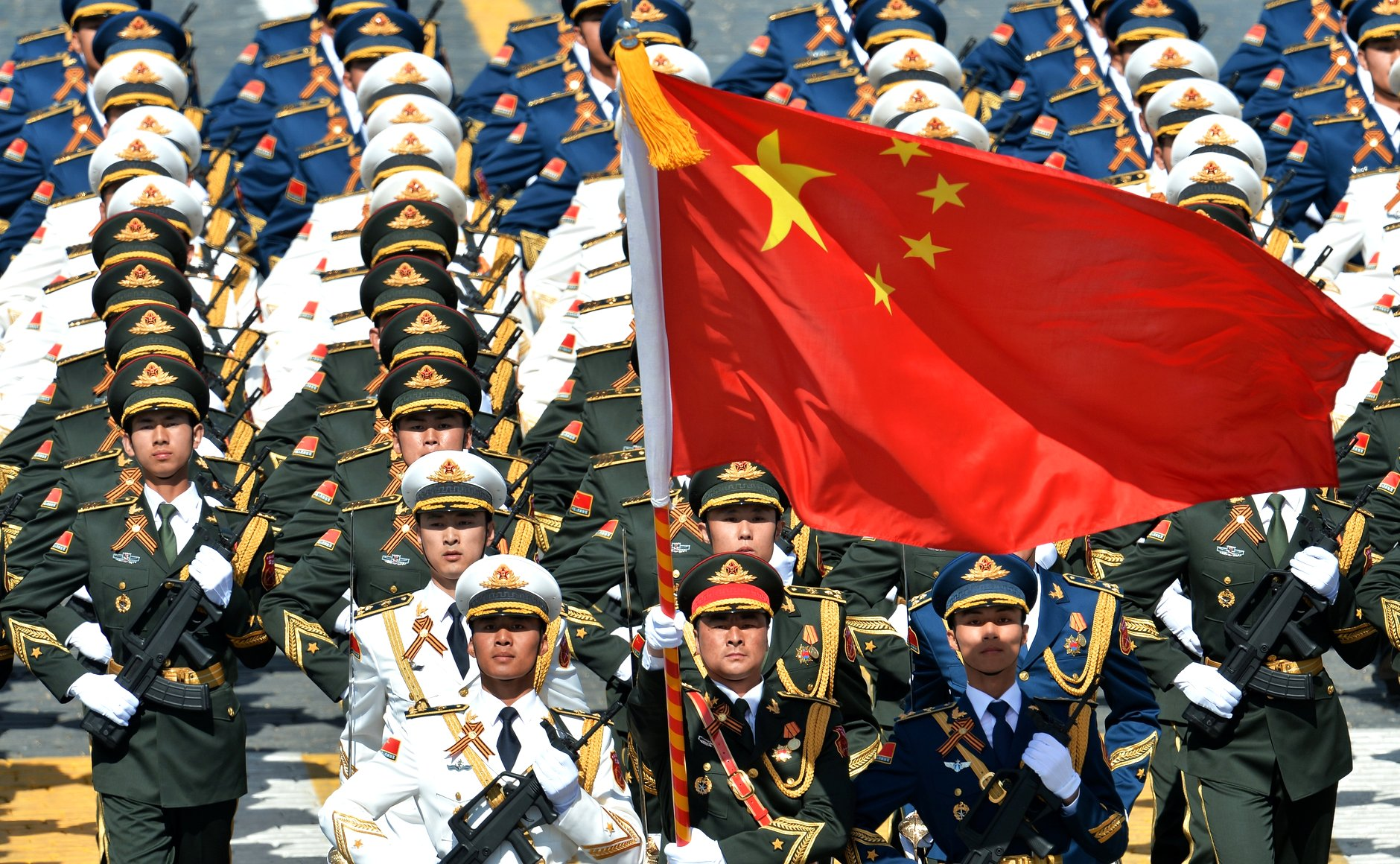
身着14式仪仗队夏礼宾服的中国人民解放军三军仪仗队

中国人民解放军军衔介绍中国人民解放军的军衔体系。
中华人民共和国成立后，中华人民共和国曾借鉴苏联军衔样式于1955年实行军衔制度，在中国人民解放军陆军、海军、空军、防空军、公安军和中国人民志愿军中使用，但其后于1965年取消军衔制。1988年恢復军衔制后，又对军衔等级进行进一步调整。
当前，解放军军衔分为五等十九级，依军种区分为陆军军衔、海军军衔、空军军衔、火箭军军衔。其中军官为“三等十衔”，并在此基础上分别标识“指挥管理军官”和“专业技术军官”。而士兵则分为军士军衔（设“三等七衔”）、义务兵军衔（设上等兵、列兵“两衔”）。
同时，中国人民武装警察部队也参照解放军军衔建立中国人民武装警察部队警衔制度。

## 历史

### 建国初期

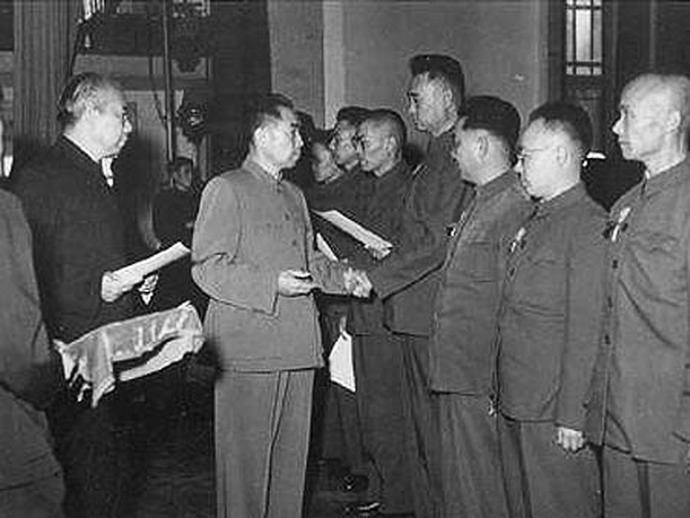
1955年，国务院总理周恩来颁授中国人民解放军大将军衔。

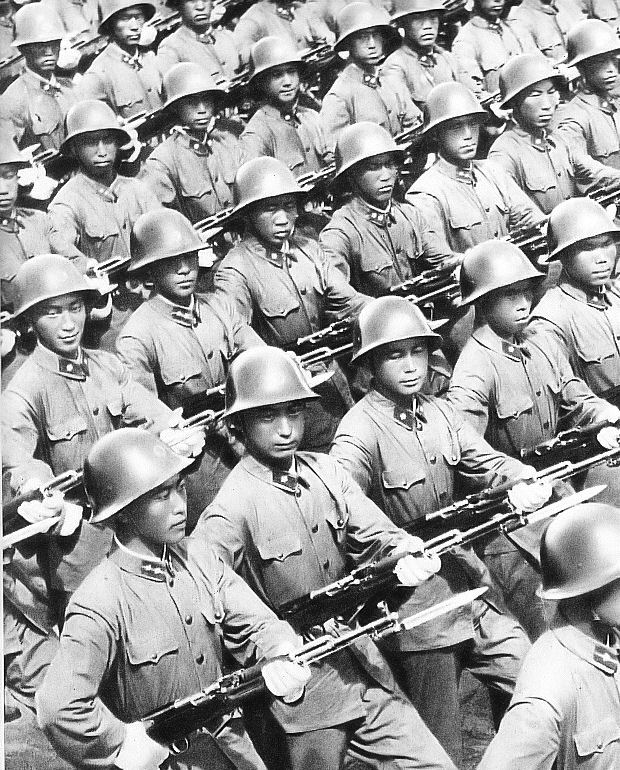
1959年，穿着55式陆军士兵常服的解放军陆军士兵在长安街受阅。

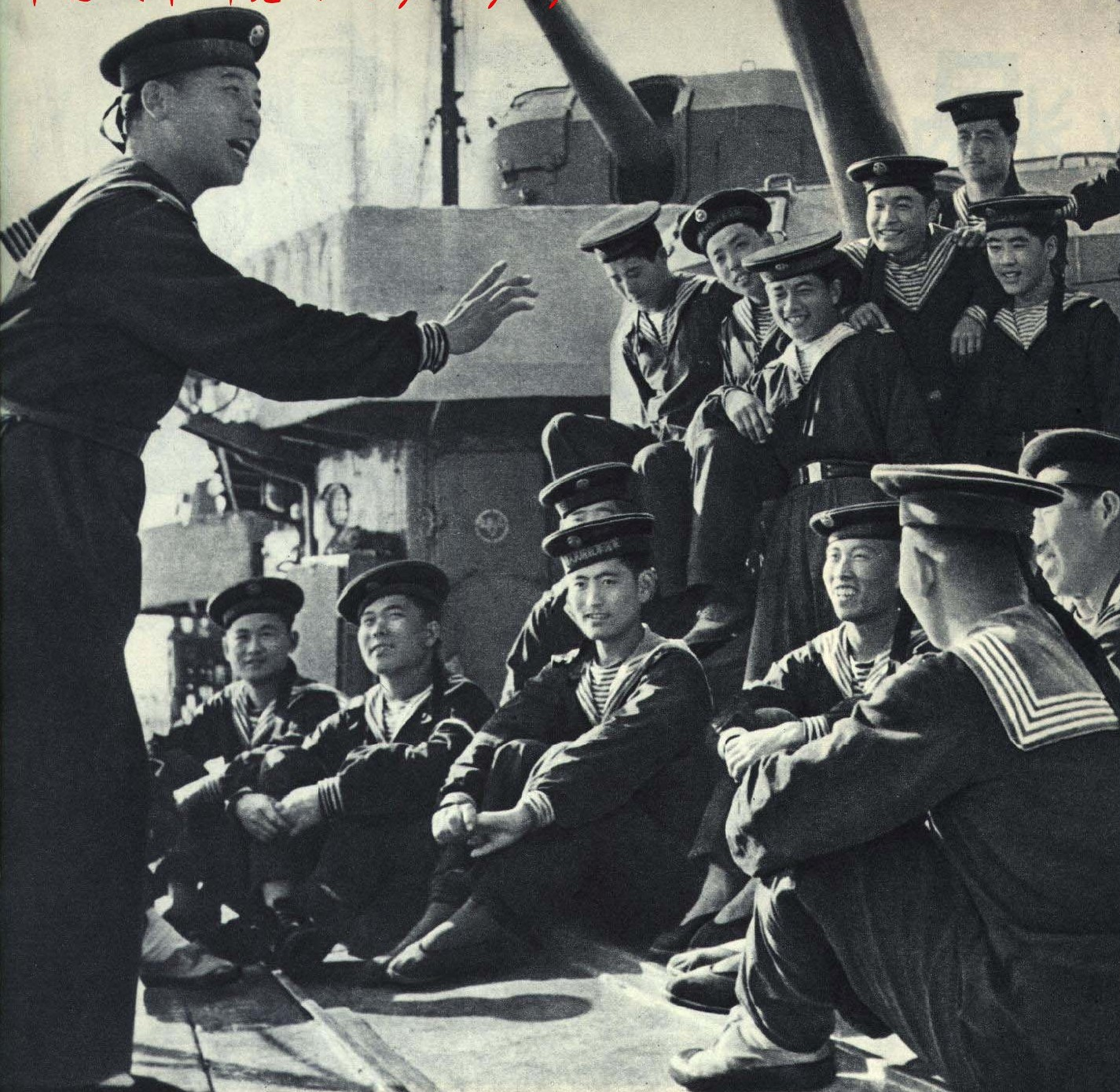
1963年，身着55式海军水兵服的解放军海军舰艇部队官兵。

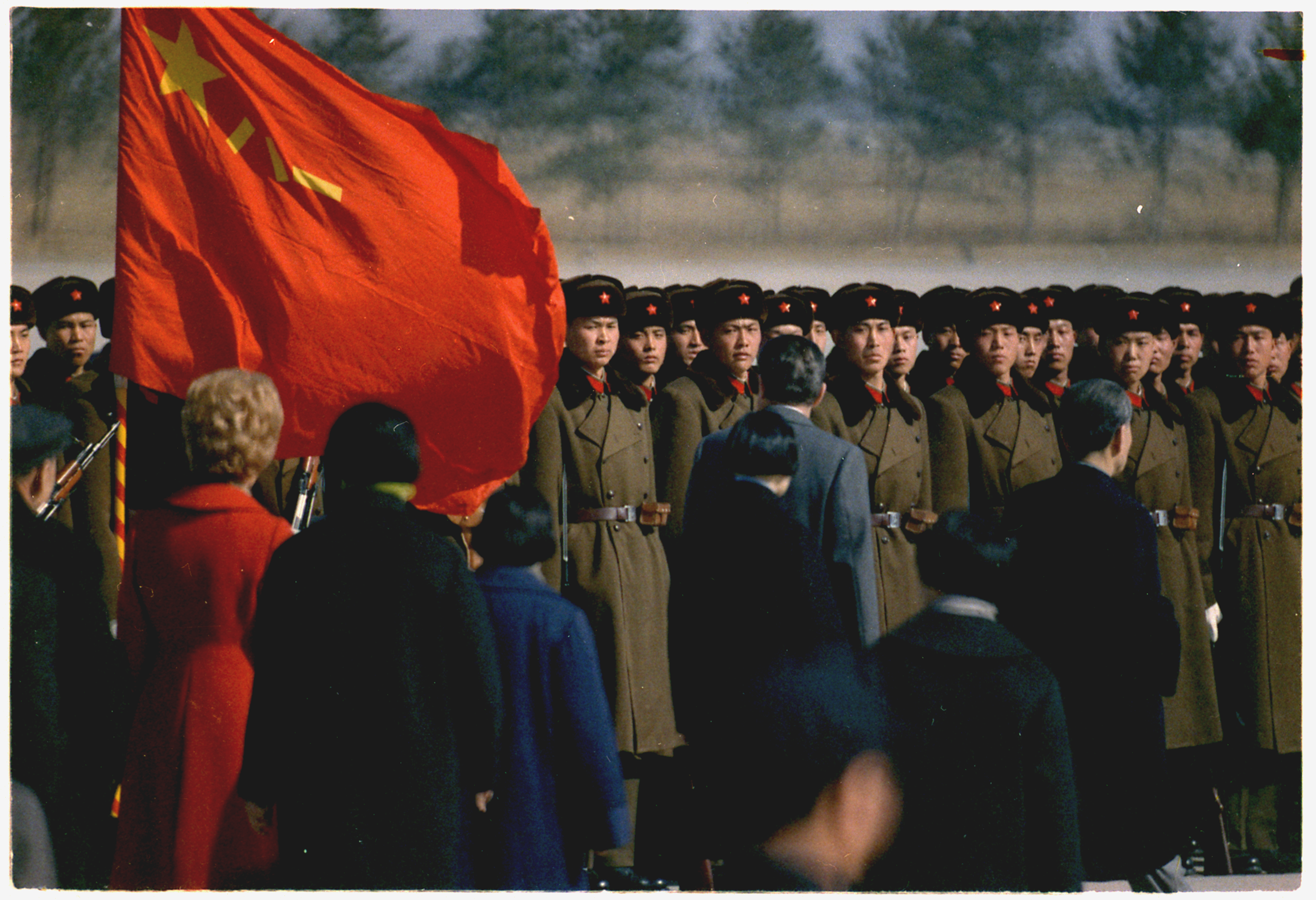
1972年，尼克松访华时在北京首都机场迎宾的中国人民解放军三军仪仗队，仪仗兵身着65式陆军冬大衣。取消军衔制后，解放军全军指战员佩挂红色领章以体现官兵平等。

1955年9月27日，中国人民解放军授衔授勋典礼在中南海怀仁堂举行。中共中央主席、国家主席、中央军委主席毛泽东为在京的7位元帅授予军衔，还为元帅和将官授予勋章。同日，中华人民共和国国务院在中南海国务院礼堂举行将官授衔典礼，国务院秘书长习仲勋宣读总理周恩来授予中国人民解放军将官军衔的命令，授予粟裕等10人中国人民解放军大将、萧克等55人上将、徐立清等175人中将，解方等798人少将军衔。周恩来将将官军衔命令状授予粟裕等在京人员。
此外，9月28日，中华人民共和国国防部在中南海国务院礼堂举行授予校官军衔典礼，国防部长彭德怀元帅授予在京部分校官军衔。9月29日，总参机关在三座门小礼堂举行授衔授勋仪式，总参谋长粟裕大将代表国防部长授予总参机关部分人员校官军衔。同日，总政治部副主任萧华上将代表国防部长授予总政机关尉官军衔。此外，解放军全军各地驻军授衔和授勋典礼，自10月22日起分别在北京、南京、兰州、成都、广州、武汉、沈阳举行。中华人民共和国国防部，中国人民解放军总部，海军、空军、公安军、防空军、装甲兵、炮兵、工程兵、铁道兵，华北、东北、华东、中南、西南、西北军区都举行授衔典礼。
1955年授衔时，解放军全军共有60余万名干部获得军官军衔。国务院和国防部共批准授予元帅10人，大将10人，上将55人，中将175人，少将800人，校官3.2万余名，尉官49.8万余名，准尉11.3万余名。
1955年式军衔设立初期，军衔冠词分为七大类。第一类（指挥、政治）军衔分为步兵军衔、骑兵军衔、炮兵军衔、装甲兵军衔、工程兵军衔、铁道兵军衔、通信兵军衔、技术勤务兵军衔、公安军军衔、空军军衔、海军军衔、海岸军衔等十二小类。此一类中，除海军外仅将官军衔前加相应冠词，校官、尉官、士官和士兵不加任何冠词。除此之外，另设第二类（技术）、第三类（军需）、第四类（军医）、第五类（兽医）、第六类（军法）、第七类（行政）军衔。此六类中，各级官兵军衔都加相应冠词。
在实际授衔中，此种规定极度复杂，如海军、空军、公安军的政治军官均不可获海军军衔、空军军衔和公安军军衔，只能获不加任何冠词的军衔，视为政治类；防空军军官只能获得对应兵种的军衔，没有防空军军衔；海军航空兵军官只能获得空军军衔，即校尉官军衔前无冠词，将官被称呼为“空军少将”、“空军中将”；后勤军官都只能获军需军衔，卫生部门军官只能获军医军衔等等。
1955年，解放军全军启用55式军衔。55式军衔以军种色及军兵种符号区分军兵种。施行初期，陆军步兵官兵肩章、领章底色为深红色，公安军为草绿色，陆军骑兵为深蓝色，空军、海军航空兵为天蓝色，军需为紫色，海军、防空军探照灯兵、通信兵、工程兵、铁道兵、军事交通勤务为黑色，陆军炮兵、陆军装甲兵、汽车兵、行政军官、防空军海岸炮兵、军医、兽医、军法为红色。
由于初期启用的军种色过于复杂，中国人民解放军总参谋部于1955年11月25日发布《关于军衔肩章、领章、兵（军）种符号、勤务符号佩戴区分的暂行规定》，将兵种色简化为三种，陆军、公安军、防空军为正红色，海军、公安军海巡部队为黑色，空军、防空军战斗部队、海军航空兵为天蓝色。
1956年1月，公安军司令部发布命令，增设水上公安军衔，授予公安军海巡部队官兵，军衔样式与海军相同，军官称为“水上公安上尉”、“水上公安上校”等。
1958年越南人民军在中国军事顾问的建议下决定采用55式军衔的设置，制定了《越南人民军军官服役条例》，成为越南人民军第一套正式军衔。
1963年修订的军官军衔条例将第一大类的12小类简化为三类军衔即陆军军衔（不加冠词）、海军军衔（一律加海军二字）和空军军衔（一律加空军二字），技术、军需、军医、兽医、军法、行政军衔不变。
1965年5月1日，第三届全国人大常委会第九次会议通过《关于取消中国人民解放军军衔制度的决定》，此后的20余年里中国人民解放军不再设置军衔。

### 改开初期
20世纪80年代，中共中央开始考虑重新实施军衔制。1987年12月30日，中央军委常委会决定在1988年国庆节（10月1日）前实行新的军衔制。另外，在实行新军衔制的同时，1988年7月1日，第七届全国人大常委会第二次会议审议通过《关于确认1955年至1965年期间授予的军官军衔的决定》的议案，对1955年至1965年期间被授予军官军衔的人员，其军衔予以确认，表明“55式军衔”作为个人荣誉至今仍然有效。
现行的中国人民解放军军衔于1988年实行，初设为6等17级。在首次授衔中，截至1988年年底，解放军陆军全军各级军官58.7万余人，文职干部14.7万余人都获得军衔。其中，中央军事委员会共批准授予上将17人，中将146人，少将1279人；校官17.8万余人；尉官48.8万人。此时，陆军在各级军官中占比最高。
1993年将士兵军衔由3等6级增设为3等9级，1994年取消从未授予的一级上将衔，1999年将士兵军衔由3等9级精简为2等8级，2009年又改为2等9级，现行军衔分为5等19级。
1994年5月12日，第八届全国人大常委会第七次会议通过《全国人民代表大会常务委员会关于修改〈中国人民解放军军官军衔条例〉的决定》，明确规定“中华人民共和国中央军事委员会领导全国武装力量。中央军事委员会实行主席负责制。中央军事委员会主席不授予军衔”。

### 深改时期
2016年12月25日，第十二届全国人大常委会第二十五次会议通过《全国人民代表大会常务委员会关于军官制度改革期间暂时调整适用相关法律规定的决定》，规定“暂时调整适用《中华人民共和国现役军官法》、《中国人民解放军军官军衔条例》中军官职务等级、军衔、职务任免、教育培训、待遇保障、退役安置有关规定。具体办法和试行范围，由中央军事委员会组织制定和予以明确。”
2021年1月1日起，中央军委印发的《现役军官管理暂行条例》及相关配套法规正式施行。新的军官制度对军官等级设置作出重大改革，由基于职务等级调整为基于军衔等级。新的军官军衔设“三等十衔”，将官分为上将、中将、少将，校官分为大校、上校、中校、少校，尉官分为上尉、中尉、少尉。军官军衔按照军种划分种类，在军衔前冠以军种名称。指挥管理军官和专业技术军官的军衔，分别标识。
2022年2月28日，全国人大常委会通过《全国人民代表大会常务委员会关于中国人民解放军现役士兵衔级制度的决定》，自2022年3月31日起施行。军士军衔设“三等七衔”，分别为高级军士：一级军士长、二级军士长、三级军士长；中级军士：一级上士、二级上士；初级军士：中士和下士。军士军衔中，一级军士长为最高军衔，下士为最低军衔。义务兵军衔由高至低分为上等兵、列兵。

## 现行军衔制
根据《现役军官管理暂行条例》、《全国人民代表大会常务委员会关于中国人民解放军现役士兵衔级制度的决定》，新的现役军人军衔制度按军种区分为五类：
- 陆军军衔，凡陆军军官、士兵，一律冠“陆军”字样，如“陆军上将”、“陆军少校”、“陆军一级军士长”；
- 海军军衔，凡海军军官、士兵，一律冠“海军”字样，如“海军中将”、“海军中校”、“海军列兵”；
- 空军军衔，凡空军军官、士兵，一律冠“空军”字样，如“空军少将”、“空军大校”、“空军上等兵”；
- 火箭军军衔，凡火箭军军官、士兵，一律冠“火箭軍”字样，如“火箭军上将”、“火箭军上尉”、“火箭军下士”；

根据《中华人民共和国预备役人员法》，另设下列类型军衔：
- 预备役军衔，凡预备役部队军官、士兵，一律冠“预备役”字样，如“预备役大校”、“预备役中尉”、“预备役二级上士”。
- 退役军衔，凡退出预备役的军官、士兵，一律冠“退役”字样，如“退役大校”、“退役中尉”、“退役二级上士”。

### 军官军衔
2021年1月1日，《现役军官管理暂行条例》开始施行。根据《现役军官管理暂行条例》，军衔等级、岗位职务层级、待遇级别对照如下：
- 将官
  1. 上将（中央军委副主席，2级；中央军委委员，3级；战区主官，4级）
  2. 中将（战区副职，5级）
  3. 少将（军级主官，6级；军级副职，7级）
- 校官
  1. 大校（师级部队主官，7级；师级主官，8级；师级副职，旅级主官，9级）
  2. 上校（旅级副职，团级主官，8—11级）
  3. 中校（团级副职，营级主官，10—13级）
  4. 少校（营级主官，12—16级；营级副职，12—16级）
- 尉官
  1. 上尉（连级主官，14—17级）
  2. 中尉（连级副职，15—18级）
  3. 少尉（排级主官，17—19级）

根据《中华人民共和国预备役人员法》，预备役军官军衔只设二等七衔，即预备役校官（预备役大校、预备役上校、预备役中校、预备役少校）及预备役尉官（预备役上尉、预备役中尉、预备役少尉）。
下表列出现行的中国人民解放军军官军衔标识：
| 三等十级               | 将官 | 将官 | 将官 | 将官 | 将官 | 将官 | 将官 | 将官 | 将官       | 将官       | 将官       | 将官       | 将官       | 将官       | 校官 | 校官       | 校官       | 校官       | 校官       | 校官       | 校官       | 校官       | 尉官       | 尉官       | 尉官       | 尉官       | 尉官       | 尉官       | 尉官       | 尉官       | 学员       | 学员       | 学员       | 学员       | 学员       | 学员       | 学员 | 学员 | 学员 | 学员 | 学员 | 学员 |
| ---------------------- | ---- | ---- | ---- | ---- | ---- | ---- | ---- | ---- | ---------- | ---------- | ---------- | ---------- | ---------- | ---------- | ---- | ---------- | ---------- | ---------- | ---------- | ---------- | ---------- | ---------- | ---------- | ---------- | ---------- | ---------- | ---------- | ---------- | ---------- | ---------- | ---------- | ---------- | ---------- | ---------- | ---------- | ---------- | ---- | ---- | ---- | ---- | ---- | ---- |
| 中国人民解放军陆军 ·   |      |      |      |      |      |      |      |      | 陆军上将   | 陆军上将   | 陆军中将   | 陆军中将   | 陆军少将   | 陆军少将   |      | 陆军大校   | 陆军上校   | 陆军上校   | 陆军中校   | 陆军中校   | 陆军少校   | 陆军少校   | 陆军上尉   | 陆军上尉   | 陆军中尉   | 陆军中尉   | 陆军少尉   | 陆军少尉   | 陆军少尉   | 陆军少尉   | 陆军学员   | 陆军学员   | 陆军学员   | 陆军学员   | 陆军学员   | 陆军学员   |      |      |      |      |      |      |
| 中国人民解放军陆军 ·   |      |      |      |      |      |      |      |      | 陆军上将   | 陆军上将   | 陆军中将   | 陆军中将   | 陆军少将   | 陆军少将   |      | 陆军大校   | 陆军上校   | 陆军上校   | 陆军中校   | 陆军中校   | 陆军少校   | 陆军少校   | 陆军上尉   | 陆军上尉   | 陆军中尉   | 陆军中尉   | 陆军少尉   | 陆军少尉   | 陆军少尉   | 陆军少尉   | 陆军学员   | 陆军学员   | 陆军学员   | 陆军学员   | 陆军学员   | 陆军学员   |      |      |      |      |      |      |
| 中国人民解放军海军 ·   |      |      |      |      |      |      |      |      | 海军上将   | 海军上将   | 海军中将   | 海军中将   | 海军少将   | 海军少将   |      | 海军大校   | 海军上校   | 海军上校   | 海军中校   | 海军中校   | 海军少校   | 海军少校   | 海军上尉   | 海军上尉   | 海军中尉   | 海军中尉   | 海军少尉   | 海军少尉   | 海军少尉   | 海军少尉   | 海军学员   | 海军学员   | 海军学员   | 海军学员   | 海军学员   | 海军学员   |      |      |      |      |      |      |
| 中国人民解放军海军 ·   |      |      |      |      |      |      |      |      | 海军上将   | 海军上将   | 海军中将   | 海军中将   | 海军少将   | 海军少将   |      | 海军大校   | 海军上校   | 海军上校   | 海军中校   | 海军中校   | 海军少校   | 海军少校   | 海军上尉   | 海军上尉   | 海军中尉   | 海军中尉   | 海军少尉   | 海军少尉   | 海军少尉   | 海军少尉   | 海军学员   | 海军学员   | 海军学员   | 海军学员   | 海军学员   | 海军学员   |      |      |      |      |      |      |
| 中国人民解放军空军 ·   |      |      |      |      |      |      |      |      | 空军上将   | 空军上将   | 空军中将   | 空军中将   | 空军少将   | 空军少将   |      | 空军大校   | 空军上校   | 空军上校   | 空军中校   | 空军中校   | 空军少校   | 空军少校   | 空军上尉   | 空军上尉   | 空军中尉   | 空军中尉   | 空军少尉   | 空军少尉   | 空军少尉   | 空军少尉   | 空军学员   | 空军学员   | 空军学员   | 空军学员   | 空军学员   | 空军学员   |      |      |      |      |      |      |
| 中国人民解放军空军 ·   |      |      |      |      |      |      |      |      | 空军上将   | 空军上将   | 空军中将   | 空军中将   | 空军少将   | 空军少将   |      | 空军大校   | 空军上校   | 空军上校   | 空军中校   | 空军中校   | 空军少校   | 空军少校   | 空军上尉   | 空军上尉   | 空军中尉   | 空军中尉   | 空军少尉   | 空军少尉   | 空军少尉   | 空军少尉   | 空军学员   | 空军学员   | 空军学员   | 空军学员   | 空军学员   | 空军学员   |      |      |      |      |      |      |
| 中国人民解放军火箭军 · |      |      |      |      |      |      |      |      | 火箭军上将 | 火箭军上将 | 火箭军中将 | 火箭军中将 | 火箭军少将 | 火箭军少将 |      | 火箭军大校 | 火箭军上校 | 火箭军上校 | 火箭军中校 | 火箭军中校 | 火箭军少校 | 火箭军少校 | 火箭军上尉 | 火箭军上尉 | 火箭军中尉 | 火箭军中尉 | 火箭军少尉 | 火箭军少尉 | 火箭军少尉 | 火箭军少尉 | 火箭军学员 | 火箭军学员 | 火箭军学员 | 火箭军学员 | 火箭军学员 | 火箭军学员 |      |      |      |      |      |      |
| 中国人民解放军火箭军 · |      |      |      |      |      |      |      |      | 火箭军上将 | 火箭军上将 | 火箭军中将 | 火箭军中将 | 火箭军少将 | 火箭军少将 |      | 火箭军大校 | 火箭军上校 | 火箭军上校 | 火箭军中校 | 火箭军中校 | 火箭军少校 | 火箭军少校 | 火箭军上尉 | 火箭军上尉 | 火箭军中尉 | 火箭军中尉 | 火箭军少尉 | 火箭军少尉 | 火箭军少尉 | 火箭军少尉 | 火箭军学员 | 火箭军学员 | 火箭军学员 | 火箭军学员 | 火箭军学员 | 火箭军学员 |      |      |      |      |      |      |

### 士兵军衔
根据《中华人民共和国兵役法》（第一次修订，自2021年10月1日起实施）第二十五条的规定：“...志愿兵役制士兵称军士。”自此，志愿兵役制士兵的称呼正式从“士官”变为“军士”。
2022年2月28日，全国人大常委会通过《全国人民代表大会常务委员会关于中国人民解放军现役士兵衔级制度的决定》，自2022年3月31日起施行。军士军衔设“三等七衔”，分别为高级军士：一级军士长、二级军士长、三级军士长；中级军士：一级上士、二级上士；初级军士：中士和下士。军士军衔中，一级军士长为最高军衔，下士为最低军衔。义务兵军衔由高至低分为上等兵、列兵。
下表列出现行的中国人民解放军士兵军衔标识：
| 四等九级               | 高级军士         | 高级军士         | 高级军士         | 高级军士         | 高级军士         | 高级军士         | 高级军士         | 高级军士         | 中级军士       | 中级军士       | 中级军士       | 中级军士       | 中级军士       | 中级军士       | 中级军士       | 中级军士       | 初级军士   | 初级军士   | 初级军士   | 初级军士   | 初级军士   | 初级军士   | 初级军士   | 初级军士   | 初级军士   | 初级军士   | 义务兵       | 义务兵       | 义务兵     | 义务兵     | 义务兵     | 义务兵     | 义务兵     | 义务兵     | 义务兵 | 义务兵 |
| ---------------------- | ---------------- | ---------------- | ---------------- | ---------------- | ---------------- | ---------------- | ---------------- | ---------------- | -------------- | -------------- | -------------- | -------------- | -------------- | -------------- | -------------- | -------------- | ---------- | ---------- | ---------- | ---------- | ---------- | ---------- | ---------- | ---------- | ---------- | ---------- | ------------ | ------------ | ---------- | ---------- | ---------- | ---------- | ---------- | ---------- | ------ | ------ |
| 中国人民解放军陆军 ·   | 一级军士长       | 一级军士长       | 一级军士长       | 二级军士长       | 二级军士长       | 二级军士长       | 三级军士长       | 三级军士长       | 一级上士       | 一级上士       | 二级上士       | 二级上士       | 二级上士       | 二级上士       | 二级上士       | 二级上士       | 中士       | 中士       | 中士       | 中士       | 中士       | 中士       | 下士       | 下士       | 下士       | 下士       | 上等兵       | 上等兵       | 列兵       | 列兵       | 列兵       | 列兵       | 列兵       | 列兵       |        |        |
| 中国人民解放军陆军 ·   | 陆军一级军士长   | 陆军一级军士长   | 陆军一级军士长   | 陆军二级军士长   | 陆军二级军士长   | 陆军二级军士长   | 陆军三级军士长   | 陆军三级军士长   | 陆军一级上士   | 陆军一级上士   | 陆军二级上士   | 陆军二级上士   | 陆军二级上士   | 陆军二级上士   | 陆军二级上士   | 陆军二级上士   | 陆军中士   | 陆军中士   | 陆军中士   | 陆军中士   | 陆军中士   | 陆军中士   | 陆军下士   | 陆军下士   | 陆军下士   | 陆军下士   | 陆军上等兵   | 陆军上等兵   | 陆军列兵   | 陆军列兵   | 陆军列兵   | 陆军列兵   | 陆军列兵   | 陆军列兵   |        |        |
| 中国人民解放军海军 ·   | 海军一级军士长   | 海军一级军士长   | 海军一级军士长   | 海军二级军士长   | 海军二级军士长   | 海军二级军士长   | 海军三级军士长   | 海军三级军士长   | 海军一级上士   | 海军一级上士   | 海军二级上士   | 海军二级上士   | 海军二级上士   | 海军二级上士   | 海军二级上士   | 海军二级上士   | 海军中士   | 海军中士   | 海军中士   | 海军中士   | 海军中士   | 海军中士   | 海军下士   | 海军下士   | 海军下士   | 海军下士   | 海军上等兵   | 海军上等兵   | 海军列兵   | 海军列兵   | 海军列兵   | 海军列兵   | 海军列兵   | 海军列兵   |        |        |
| 中国人民解放军海军 ·   | 海军一级军士长   | 海军一级军士长   | 海军一级军士长   | 海军二级军士长   | 海军二级军士长   | 海军二级军士长   | 海军三级军士长   | 海军三级军士长   | 海军一级上士   | 海军一级上士   | 海军二级上士   | 海军二级上士   | 海军二级上士   | 海军二级上士   | 海军二级上士   | 海军二级上士   | 海军中士   | 海军中士   | 海军中士   | 海军中士   | 海军中士   | 海军中士   | 海军下士   | 海军下士   | 海军下士   | 海军下士   | 海军上等兵   | 海军上等兵   | 海军列兵   | 海军列兵   | 海军列兵   | 海军列兵   | 海军列兵   | 海军列兵   |        |        |
| 中国人民解放军空军 ·   | 空军一级军士长   | 空军一级军士长   | 空军一级军士长   | 空军二级军士长   | 空军二级军士长   | 空军二级军士长   | 空军三级军士长   | 空军三级军士长   | 空军一级上士   | 空军一级上士   | 空军二级上士   | 空军二级上士   | 空军二级上士   | 空军二级上士   | 空军二级上士   | 空军二级上士   | 空军中士   | 空军中士   | 空军中士   | 空军中士   | 空军中士   | 空军中士   | 空军下士   | 空军下士   | 空军下士   | 空军下士   | 空军上等兵   | 空军上等兵   | 空军列兵   | 空军列兵   | 空军列兵   | 空军列兵   | 空军列兵   | 空军列兵   |        |        |
| 中国人民解放军空军 ·   | 空军一级军士长   | 空军一级军士长   | 空军一级军士长   | 空军二级军士长   | 空军二级军士长   | 空军二级军士长   | 空军三级军士长   | 空军三级军士长   | 空军一级上士   | 空军一级上士   | 空军二级上士   | 空军二级上士   | 空军二级上士   | 空军二级上士   | 空军二级上士   | 空军二级上士   | 空军中士   | 空军中士   | 空军中士   | 空军中士   | 空军中士   | 空军中士   | 空军下士   | 空军下士   | 空军下士   | 空军下士   | 空军上等兵   | 空军上等兵   | 空军列兵   | 空军列兵   | 空军列兵   | 空军列兵   | 空军列兵   | 空军列兵   |        |        |
| 中国人民解放军火箭军 · | 火箭军一级军士长 | 火箭军一级军士长 | 火箭军一级军士长 | 火箭军二级军士长 | 火箭军二级军士长 | 火箭军二级军士长 | 火箭军三级军士长 | 火箭军三级军士长 | 火箭军一级上士 | 火箭军一级上士 | 火箭军二级上士 | 火箭军二级上士 | 火箭军二级上士 | 火箭军二级上士 | 火箭军二级上士 | 火箭军二级上士 | 火箭军中士 | 火箭军中士 | 火箭军中士 | 火箭军中士 | 火箭军中士 | 火箭军中士 | 火箭军下士 | 火箭军下士 | 火箭军下士 | 火箭军下士 | 火箭军上等兵 | 火箭军上等兵 | 火箭军列兵 | 火箭军列兵 | 火箭军列兵 | 火箭军列兵 | 火箭军列兵 | 火箭军列兵 |        |        |
| 中国人民解放军火箭军 · | 火箭军一级军士长 | 火箭军一级军士长 | 火箭军一级军士长 | 火箭军二级军士长 | 火箭军二级军士长 | 火箭军二级军士长 | 火箭军三级军士长 | 火箭军三级军士长 | 火箭军一级上士 | 火箭军一级上士 | 火箭军二级上士 | 火箭军二级上士 | 火箭军二级上士 | 火箭军二级上士 | 火箭军二级上士 | 火箭军二级上士 | 火箭军中士 | 火箭军中士 | 火箭军中士 | 火箭军中士 | 火箭军中士 | 火箭军中士 | 火箭军下士 | 火箭军下士 | 火箭军下士 | 火箭军下士 | 火箭军上等兵 | 火箭军上等兵 | 火箭军列兵 | 火箭军列兵 | 火箭军列兵 | 火箭军列兵 | 火箭军列兵 | 火箭军列兵 |        |        |

## 历史军衔制

### 军官军衔

#### 1955年式军衔

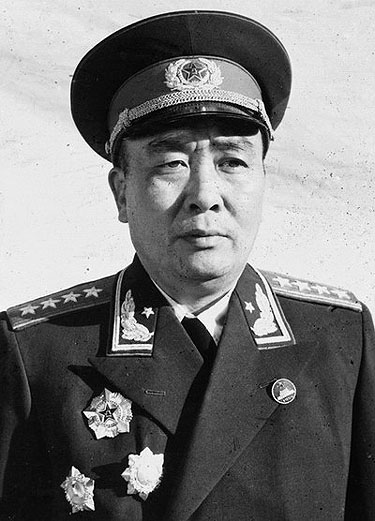
身着55式陆军将官礼服的谭政大将，该型军服是解放军第一型带有军衔的制服。

1955年军衔制度里的军衔分为7类，设为5等15级。分别是：
1. 指挥、政治军衔，分12小类，每个军兵种都有其兵种色，
  - 步兵军衔，文字上不加任何定语，如“列兵”、“上将”；
  - 骑兵军衔，仅将官在军衔前冠“骑兵”字样，校官、尉官、士官和士兵不加任何定语，如“上等兵”、“骑兵少将”；
  - 炮兵军衔，仅将官在军衔前冠“炮兵”字样，校官、尉官、士官和士兵不加任何定语，如“下士”、“炮兵中将”，有炮兵上将陈锡联；
  - 装甲兵军衔，仅将官在军衔前冠“装甲兵”字样，校官、尉官、士官和士兵不加任何定语，如“中士”、“装甲兵大将”，有装甲兵大将许光达；
  - 工程兵军衔，仅将官在军衔前冠“工程兵”字样，校官、尉官、士官和士兵不加任何定语，如“上士”、“工程兵上将”，有工程兵上将陈士榘；
  - 铁道兵军衔，仅将官在军衔前冠“铁道兵”字样，校官、尉官、士官和士兵不加任何定语，如“准尉”、“铁道兵上将”，有铁道兵上将王震；
  - 通信兵军衔，仅将官在军衔前冠“通信兵”字样，校官、尉官、士官和士兵不加任何定语，如“中尉”、“通信兵中将”，有通信兵中将王诤；
  - 技术勤务兵军衔，仅将官在军衔前冠“技术勤务兵”字样，校官、尉官、士官和士兵不加任何定语，如“上尉”、“技术勤务兵上将”；
  - 公安军军衔，仅将官在军衔前冠“公安军”字样，校官、尉官、士官和士兵不加任何定语，如“大尉”、“公安军大将”，有公安军大将罗瑞卿；
  - 空军军衔，仅将官在军衔前冠“空军”字样，校官、尉官、士官和士兵不加任何定语，如“上校”、“空军上将”，有空军上将刘亚楼、刘震；
  - 海军军衔，在军衔前冠“海军”字样，如“海军少尉”，有海军大将萧劲光；
  - 海岸军衔，仅将官在军衔前冠“海岸”字样，校官、尉官、士官和士兵不加任何定语，如“少校”、“海岸少将”；
  - 水上公安军衔，在军衔前冠“水上公安”字样，如“水上公安上校”。
2. 技术军衔，在军衔前冠“技术”字样，如“技术中尉”；
3. 军需军衔，在军衔前冠“军需”字样，如“军需上尉”，有军需上将李聚奎；
4. 军医军衔，在军衔前冠“军医”字样，如“军医大尉”，有军医中将傅连暲；
5. 兽医军衔，在军衔前冠“兽医”字样，如“兽医少校”；
6. 军法军衔，在军衔前冠“军法”字样，如“军法中校”，有军法上将陈奇涵；
7. 行政军衔，在军衔前冠“行政”字样，如“行政上校”；

1963年修订的军官军衔条例将第一大类的12小类简化为三类军衔即陆军军衔（不加定语）、海军军衔（一律加海军二字）和空军军衔（一律加空军二字），技术、军需、军医、兽医、军法、行政军衔不变。
以下图示以1963年为准：
| 四等十五级                                      | 元帅                  | 元帅                  | 元帅                | 元帅                | 元帅 | 元帅 | 将官     | 将官     | 将官     | 将官     | 将官     | 将官     | 将官     | 将官     | 校官 | 校官     | 校官     | 校官     | 校官     | 校官     | 校官     | 校官     | 尉官     | 尉官     | 尉官     | 尉官     | 尉官     | 尉官     | 尉官     | 尉官     | 学员 | 学员 | 学员 | 学员 | 学员 | 学员 | 学员 | 学员 | 学员 | 学员 | 学员 | 学员 |
| ----------------------------------------------- | --------------------- | --------------------- | ------------------- | ------------------- | ---- | ---- | -------- | -------- | -------- | -------- | -------- | -------- | -------- | -------- | ---- | -------- | -------- | -------- | -------- | -------- | -------- | -------- | -------- | -------- | -------- | -------- | -------- | -------- | -------- | -------- | ---- | ---- | ---- | ---- | ---- | ---- | ---- | ---- | ---- | ---- | ---- | ---- |
| 中国人民解放军 · （陆军、总部机关、保障机关） · | 中华人民共和国大元帅  | 中华人民共和国大元帅  | 中华人民共和国元帅  | 中华人民共和国元帅  |      |      | 大将     | 大将     | 上将     | 上将     | 中将     | 中将     | 少将     | 少将     |      | 大校     | 上校     | 上校     | 中校     | 中校     | 少校     | 少校     | 大尉     | 上尉     | 中尉     | 中尉     | 少尉     | 少尉     | 准尉     | 准尉     |      |      |      |      |      |      |      |      |      |      |      |      |
| 中国人民解放军 · （陆军、总部机关、保障机关） · | 中华人民共和国 大元帅 | 中华人民共和国 大元帅 | 中华人民共和国 元帅 | 中华人民共和国 元帅 |      |      | 大将     | 大将     | 上将     | 上将     | 中将     | 中将     | 少将     | 少将     |      | 大校     | 上校     | 上校     | 中校     | 中校     | 少校     | 少校     | 大尉     | 上尉     | 中尉     | 中尉     | 少尉     | 少尉     | 准尉     | 准尉     |      |      |      |      |      |      |      |      |      |      |      |      |
| 中国人民解放军海军 ·                            |                       |                       |                     |                     |      |      | 海军大将 | 海军大将 | 海军上将 | 海军上将 | 海军中将 | 海军中将 | 海军少将 | 海军少将 |      | 海军大校 | 海军上校 | 海军上校 | 海军中校 | 海军中校 | 海军少校 | 海军少校 | 海军大尉 | 海军上尉 | 海军中尉 | 海军中尉 | 海军少尉 | 海军少尉 | 海军准尉 | 海军准尉 |      |      |      |      |      |      |      |      |      |      |      |      |
| 中国人民解放军海军 ·                            |                       |                       |                     |                     |      |      | 海军大将 | 海军大将 | 海军上将 | 海军上将 | 海军中将 | 海军中将 | 海军少将 | 海军少将 |      | 海军大校 | 海军上校 | 海军上校 | 海军中校 | 海军中校 | 海军少校 | 海军少校 | 海军大尉 | 海军上尉 | 海军中尉 | 海军中尉 | 海军少尉 | 海军少尉 | 海军准尉 | 海军准尉 |      |      |      |      |      |      |      |      |      |      |      |      |
| 中国人民解放军空军 ·                            |                       |                       |                     |                     |      |      | 空军大将 | 空军大将 | 空军上将 | 空军上将 | 空军中将 | 空军中将 | 空军少将 | 空军少将 |      | 空军大校 | 空军上校 | 空军上校 | 空军中校 | 空军中校 | 空军少校 | 空军少校 | 空军大尉 | 空军上尉 | 空军中尉 | 空军中尉 | 空军少尉 | 空军少尉 | 空军准尉 | 空军准尉 |      |      |      |      |      |      |      |      |      |      |      |      |
| 中国人民解放军空军 ·                            |                       |                       |                     |                     |      |      | 空军大将 | 空军大将 | 空军上将 | 空军上将 | 空军中将 | 空军中将 | 空军少将 | 空军少将 |      | 空军大校 | 空军上校 | 空军上校 | 空军中校 | 空军中校 | 空军少校 | 空军少校 | 空军大尉 | 空军上尉 | 空军中尉 | 空军中尉 | 空军少尉 | 空军少尉 | 空军准尉 | 空军准尉 |      |      |      |      |      |      |      |      |      |      |      |      |

#### 無军衔時期

##### 65式軍服
1965年解放軍將軍銜制廢除，軍官改稱幹部，軍士和士兵則改稱作戰士。新採用的65式軍服全軍紅領章通用，僅將幹部和戰士以上衣的口袋數量（幹部4個，戰士2個）做出區隔。

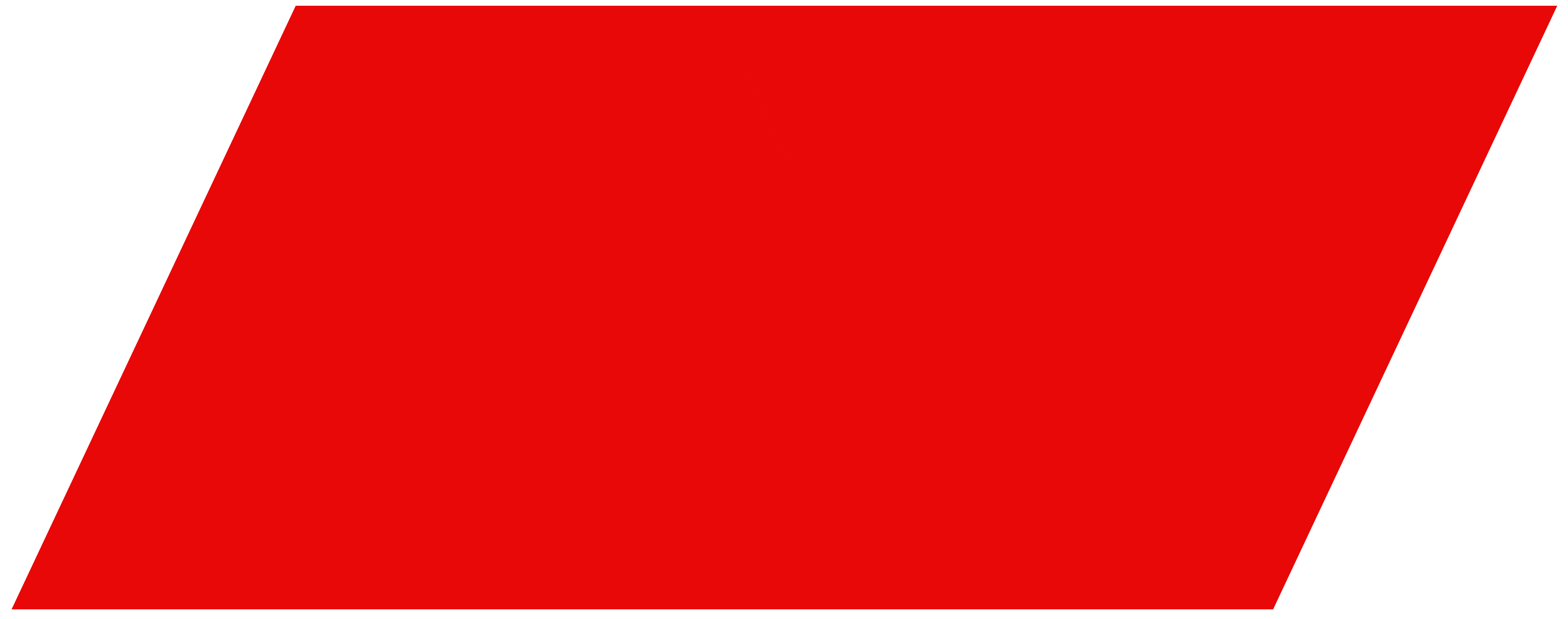
65式領章

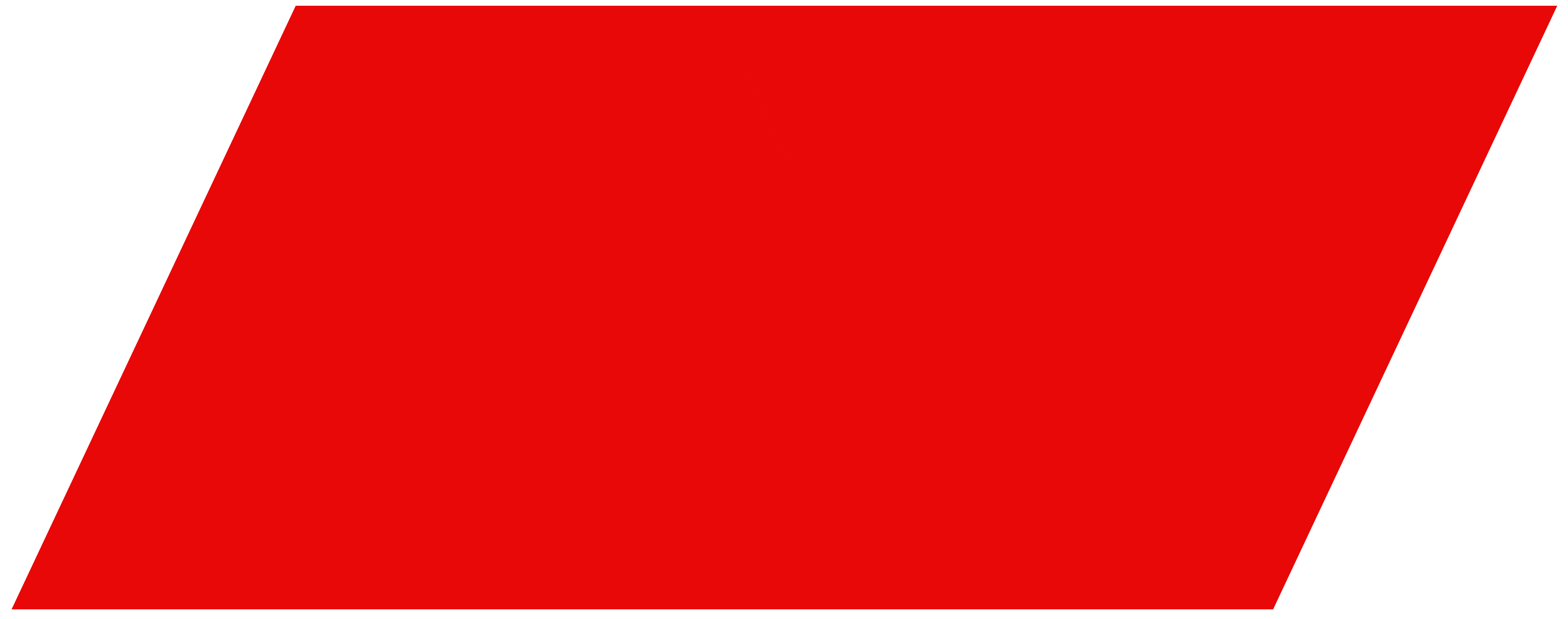
65式領章

##### 85式軍服
1985年將幹部和戰士的領章做出區隔，幹部在本來的紅領章上改為對應軍種色並增加一金星與金框，此項改動算是在替1988年恢復軍銜制度做預備。此時的軍服為65式過渡至87式的樣式，擁有兩者的共通點。

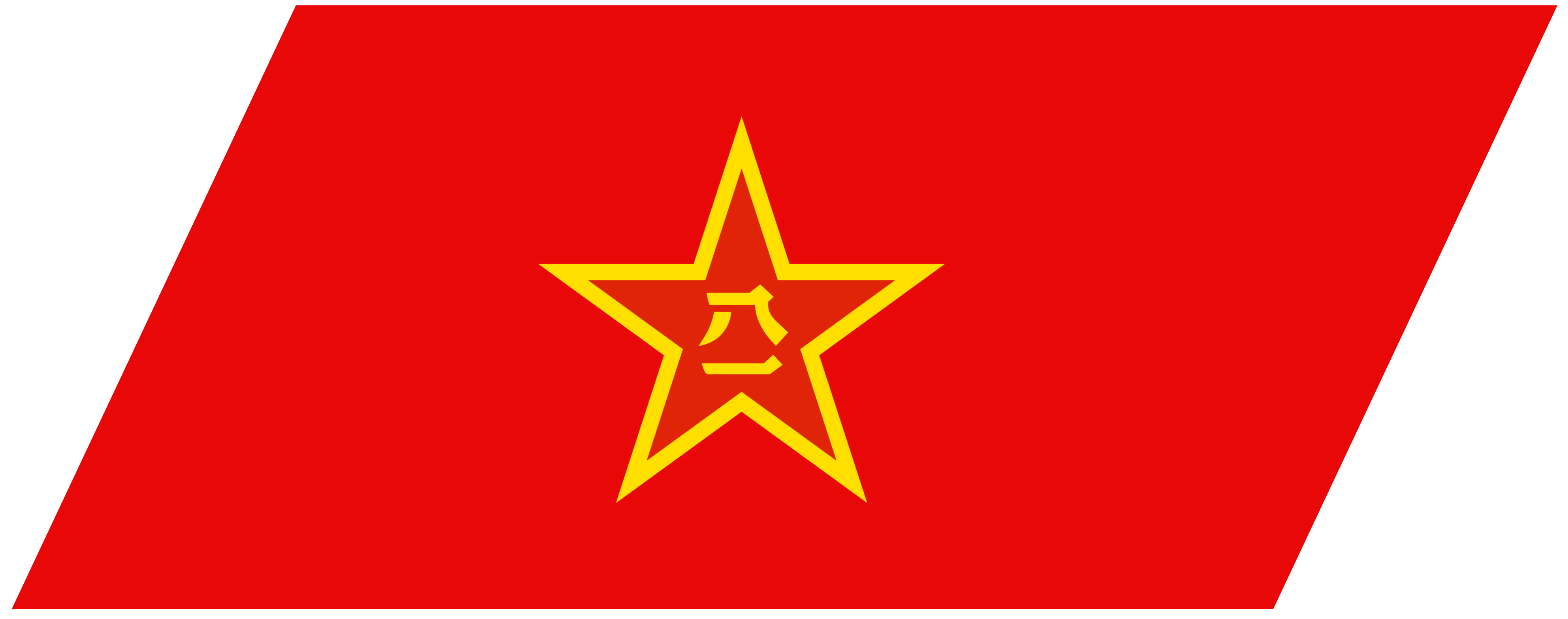
85式陸軍戰士領章
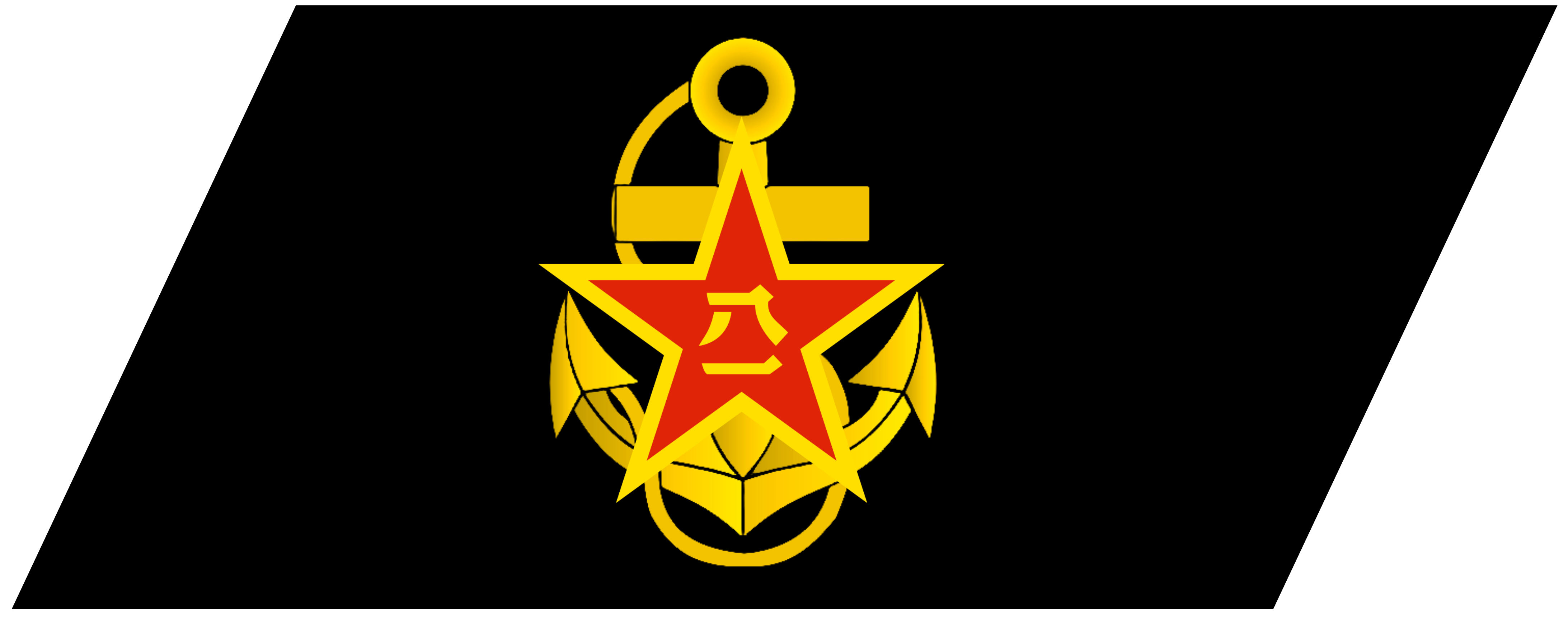
85式海軍戰士領章
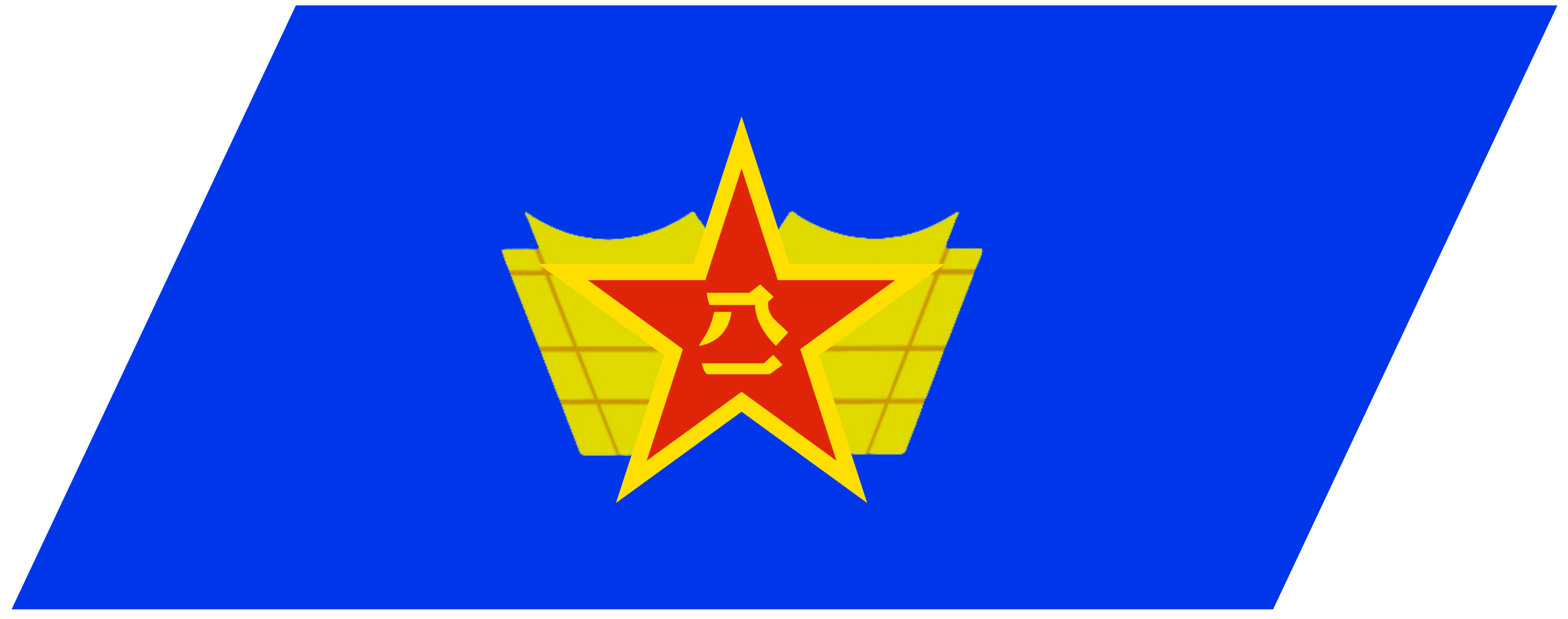
85式空軍戰士領章

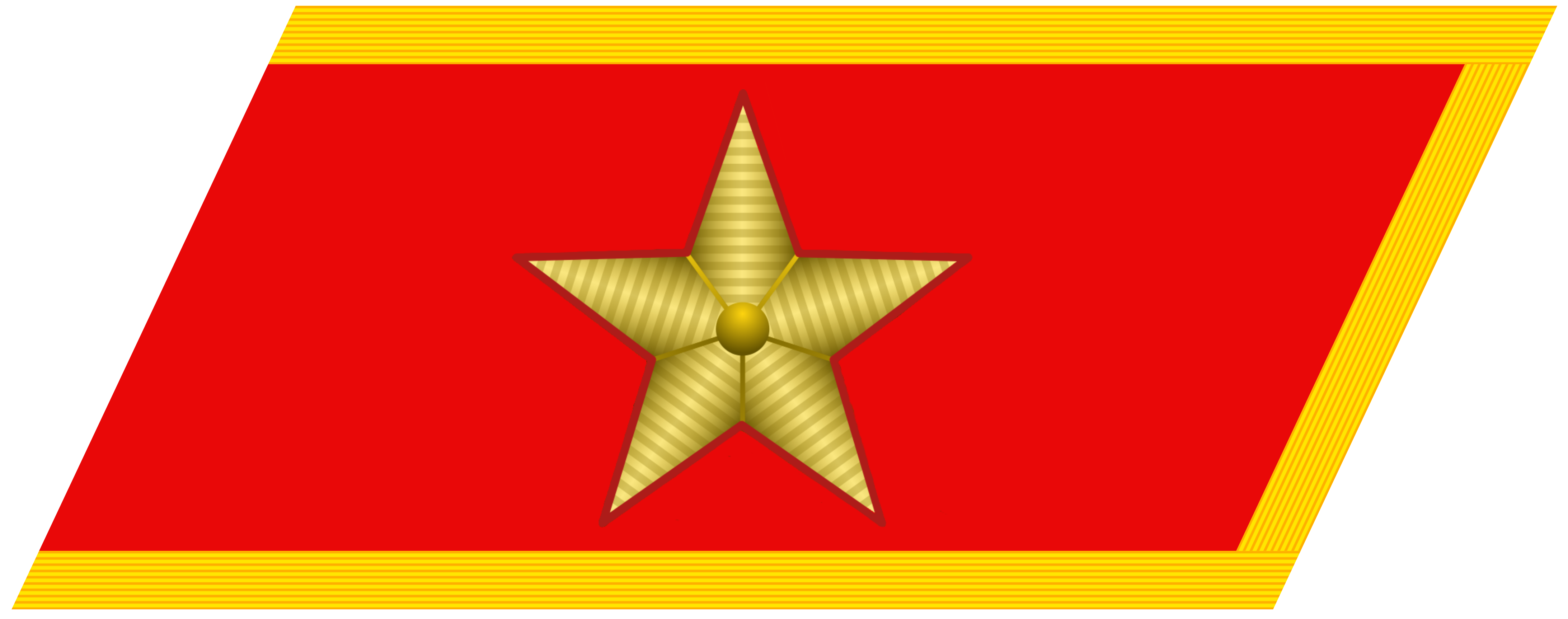
85式陸軍幹部領章
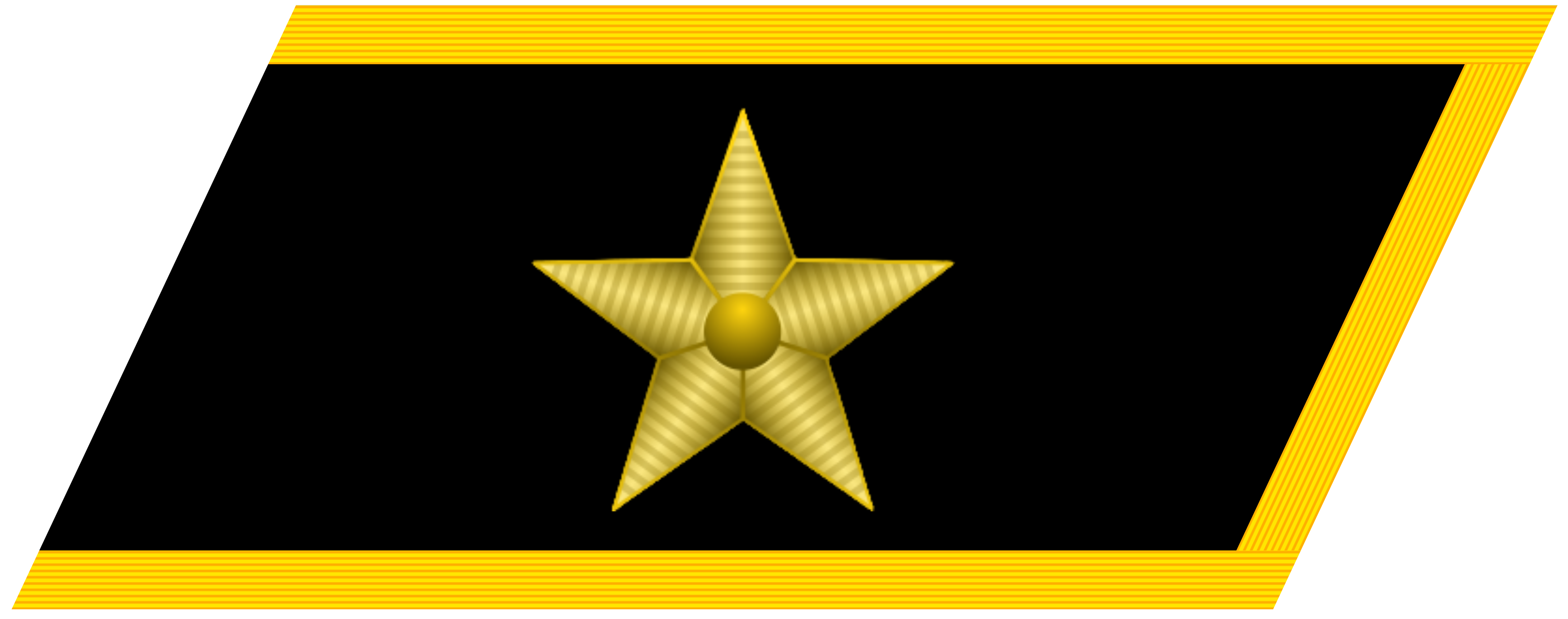
85式海軍幹部領章
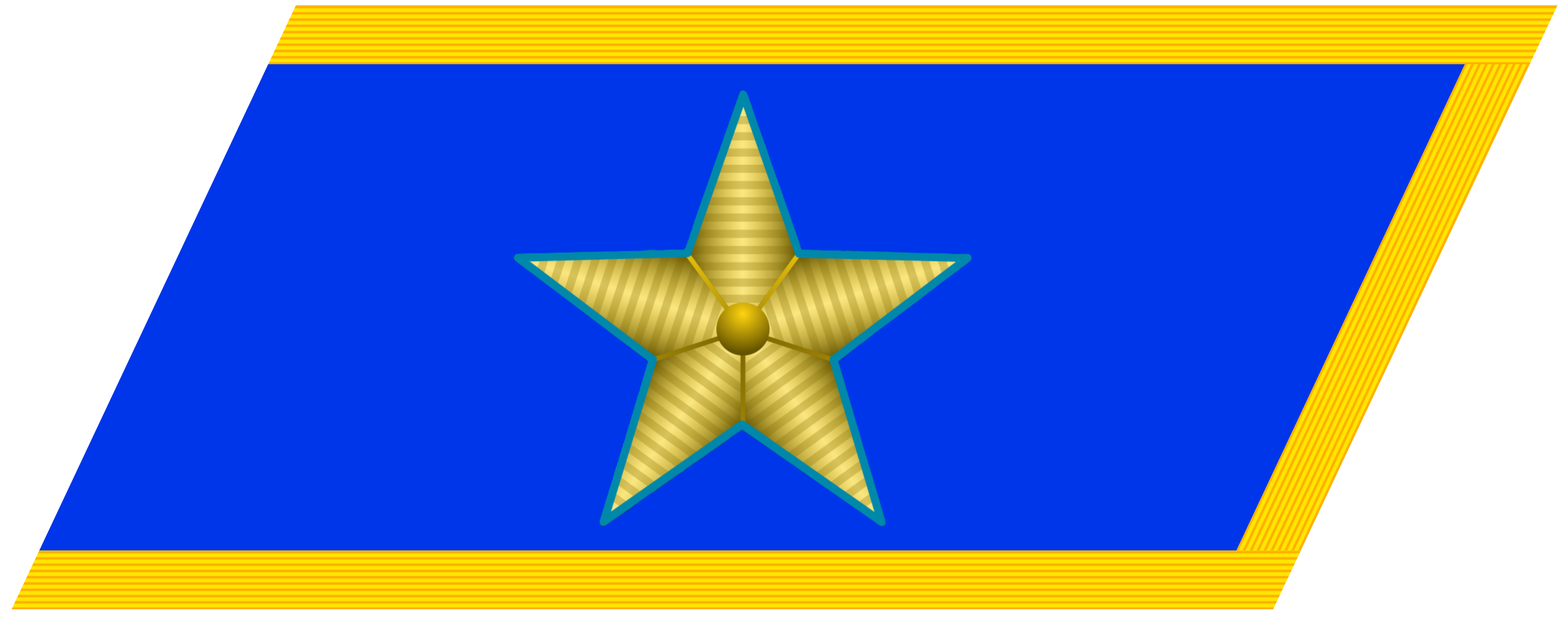
85式空軍幹部領章

#### 1988年式军衔

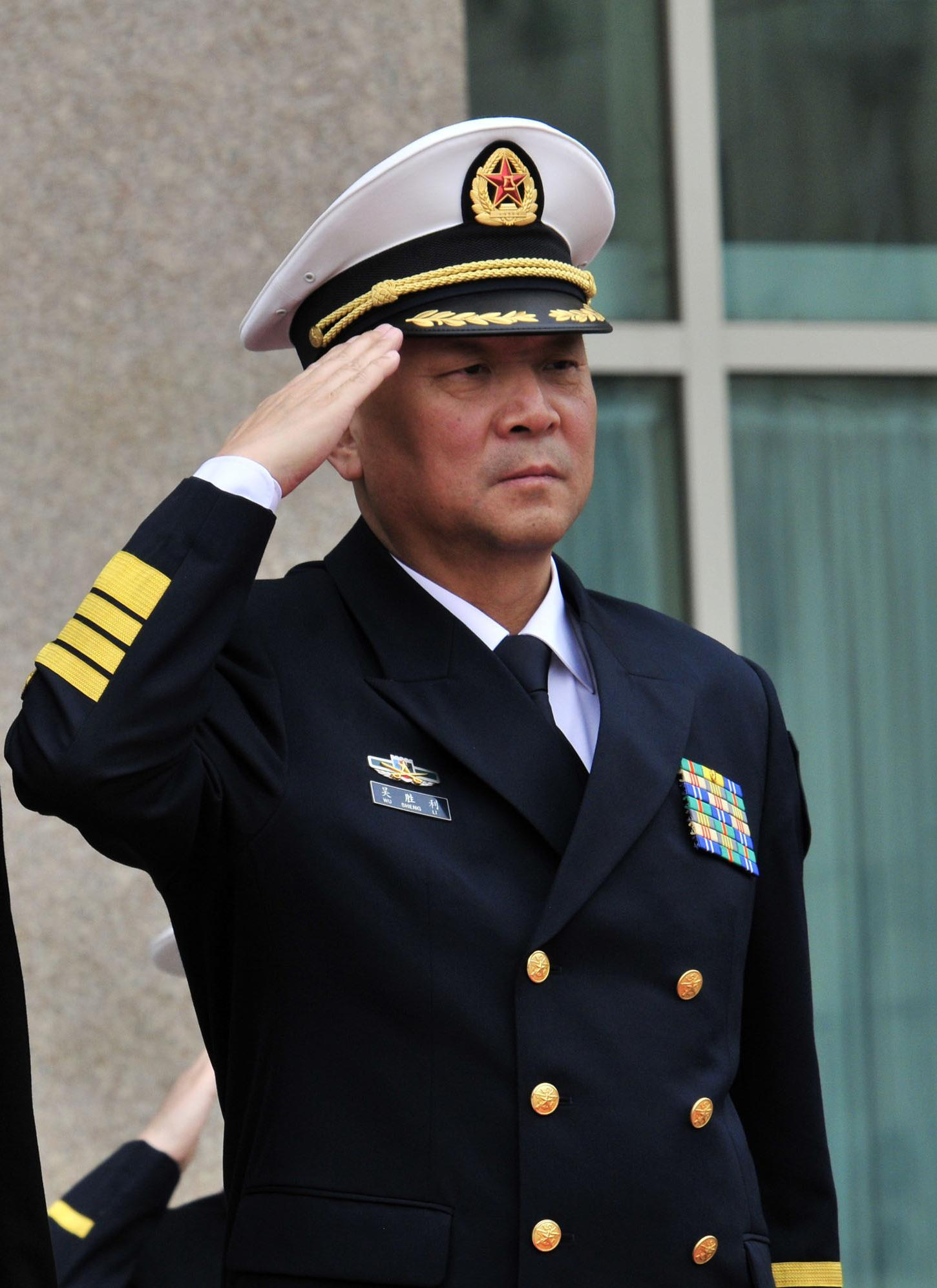
身着07式海军军官冬常服的吴胜利海军上将，该型军服以袖章标识军衔。

根据《中国人民解放军军官军衔条例》，1988年式军衔区分为四类：
- 专业技术军官军衔，不分军兵种，一律冠以“专业技术”字样，如“专业技术中将”“专业技术少校”，专业技术军官佩戴专业技术领花以区分，在军衔图案上与各自军种军衔无任何区分；[1]
- 海军军衔，凡海军军官、士官、士兵，一律冠“海军”字样，如“海军上将”、“海军大校”、“海军上等兵”、“水兵”；[1]
- 空军军衔，凡空军军官、士官、士兵，一律冠“空军”字样，如“空军少将”、“空军中尉”、“空军列兵”；[1]
- 无冠词军衔，除以上三类军衔以外的所有军官、士官、士兵，不加冠词，包括所有陆军、火箭军部队。[1]

根据《中国人民解放军军官军衔条例》、《全国人民代表大会常务委员会关于军官制度改革期间暂时调整适用相关法律规定的决定》、《中央军委办公厅关于先行调整军级以上军官军衔晋升有关政策的通知》，1988年式军衔等级和样式如下：
- 将官（金色松叶，加金星）[9]
  1. 一级上将（设而未授，根据1994年5月12日第八届全国人大常委会第七次会议通过的决定取消[11]）
  2. 上将（中央军事委员会副主席、委员，正战区职）：三颗金星
  3. 中将（副战区职）： 二颗金星
  4. 少将（正军职，副军职）：一颗金星
- 校官（两杠）[9]
  1. 大校（副军职，正师职，副师职／正旅职）：两杠四星
  2. 上校（副师职／正旅职，正团职／副旅职）：两杠三星
  3. 中校（正团职／副旅职，副团职，正营职）：两杠二星
  4. 少校（副团职，正营职，副营职）：两杠一星
- 尉官（一杠）[9]
  1. 上尉（副营职，正连职，副连职）：一杠三星
  2. 中尉（正连职，副连职，排职）：一杠二星
  3. 少尉（排职）：一杠一星
- 学员（排职待遇）：空白肩章，后改为一杠无星[9]

##### 87式军服
下表列出1988－1994年的中国人民解放军军官军衔标识。含学员衔和已废止的一级上将衔，图样为已停止使用的87式军服肩章。
| 三等十一级                                | 将官 | 将官 | 将官 | 将官 | 将官 | 将官 | 将官         | 将官         | 将官     | 将官     | 将官     | 将官     | 将官     | 将官     | 校官 | 校官     | 校官     | 校官     | 校官     | 校官     | 校官     | 校官     | 尉官     | 尉官     | 尉官     | 尉官     | 尉官     | 尉官     | 尉官     | 尉官     | 学员     | 学员     | 学员     | 学员     | 学员     | 学员     | 学员 | 学员 | 学员 | 学员 | 学员 | 学员 |
| ----------------------------------------- | ---- | ---- | ---- | ---- | ---- | ---- | ------------ | ------------ | -------- | -------- | -------- | -------- | -------- | -------- | ---- | -------- | -------- | -------- | -------- | -------- | -------- | -------- | -------- | -------- | -------- | -------- | -------- | -------- | -------- | -------- | -------- | -------- | -------- | -------- | -------- | -------- | ---- | ---- | ---- | ---- | ---- | ---- |
| 中国人民解放军 · （陆军、二炮部队适用） · |      |      |      |      |      |      | 一级上将     | 一级上将     | 上将     | 上将     | 中将     | 中将     | 少将     | 少将     |      | 大校     | 上校     | 上校     | 中校     | 中校     | 少校     | 少校     | 上尉     | 上尉     | 中尉     | 中尉     | 少尉     | 少尉     | 少尉     | 少尉     | 学员     | 学员     | 学员     | 学员     | 学员     | 学员     |      |      |      |      |      |      |
| 中国人民解放军 · （陆军、二炮部队适用） · |      |      |      |      |      |      | 一级上将     | 一级上将     | 上将     | 上将     | 中将     | 中将     | 少将     | 少将     |      | 大校     | 上校     | 上校     | 中校     | 中校     | 少校     | 少校     | 上尉     | 上尉     | 中尉     | 中尉     | 少尉     | 少尉     | 少尉     | 少尉     | 学员     | 学员     | 学员     | 学员     | 学员     | 学员     |      |      |      |      |      |      |
| 中国人民解放军海军 ·                      |      |      |      |      |      |      | 海军一级上将 | 海军一级上将 | 海军上将 | 海军上将 | 海军中将 | 海军中将 | 海军少将 | 海军少将 |      | 海军大校 | 海军上校 | 海军上校 | 海军中校 | 海军中校 | 海军少校 | 海军少校 | 海军上尉 | 海军上尉 | 海军中尉 | 海军中尉 | 海军少尉 | 海军少尉 | 海军少尉 | 海军少尉 | 海军学员 | 海军学员 | 海军学员 | 海军学员 | 海军学员 | 海军学员 |      |      |      |      |      |      |
| 中国人民解放军海军 ·                      |      |      |      |      |      |      | 海军一级上将 | 海军一级上将 | 海军上将 | 海军上将 | 海军中将 | 海军中将 | 海军少将 | 海军少将 |      | 海军大校 | 海军上校 | 海军上校 | 海军中校 | 海军中校 | 海军少校 | 海军少校 | 海军上尉 | 海军上尉 | 海军中尉 | 海军中尉 | 海军少尉 | 海军少尉 | 海军少尉 | 海军少尉 | 海军学员 | 海军学员 | 海军学员 | 海军学员 | 海军学员 | 海军学员 |      |      |      |      |      |      |
| 中国人民解放军空军 ·                      |      |      |      |      |      |      | 空军一级上将 | 空军一级上将 | 空军上将 | 空军上将 | 空军中将 | 空军中将 | 空军少将 | 空军少将 |      | 空军大校 | 空军上校 | 空军上校 | 空军中校 | 空军中校 | 空军少校 | 空军少校 | 空军上尉 | 空军上尉 | 空军中尉 | 空军中尉 | 空军少尉 | 空军少尉 | 空军少尉 | 空军少尉 | 空军学员 | 空军学员 | 空军学员 | 空军学员 | 空军学员 | 空军学员 |      |      |      |      |      |      |
| 中国人民解放军空军 ·                      |      |      |      |      |      |      | 空军一级上将 | 空军一级上将 | 空军上将 | 空军上将 | 空军中将 | 空军中将 | 空军少将 | 空军少将 |      | 空军大校 | 空军上校 | 空军上校 | 空军中校 | 空军中校 | 空军少校 | 空军少校 | 空军上尉 | 空军上尉 | 空军中尉 | 空军中尉 | 空军少尉 | 空军少尉 | 空军少尉 | 空军少尉 | 空军学员 | 空军学员 | 空军学员 | 空军学员 | 空军学员 | 空军学员 |      |      |      |      |      |      |

##### 07式军服
下表列出现行的中国人民解放军军衔标识。含学员衔，图样为现行的07式军服肩章。
| 三等十级                                | 将官 | 将官 | 将官 | 将官 | 将官 | 将官 | 将官 | 将官 | 将官     | 将官     | 将官     | 将官     | 将官     | 将官     | 校官 | 校官     | 校官     | 校官     | 校官     | 校官     | 校官     | 校官     | 尉官     | 尉官     | 尉官     | 尉官     | 尉官     | 尉官     | 尉官     | 尉官     | 学员     | 学员     | 学员     | 学员     | 学员     | 学员     | 学员 | 学员 | 学员 | 学员 | 学员 | 学员 |
| --------------------------------------- | ---- | ---- | ---- | ---- | ---- | ---- | ---- | ---- | -------- | -------- | -------- | -------- | -------- | -------- | ---- | -------- | -------- | -------- | -------- | -------- | -------- | -------- | -------- | -------- | -------- | -------- | -------- | -------- | -------- | -------- | -------- | -------- | -------- | -------- | -------- | -------- | ---- | ---- | ---- | ---- | ---- | ---- |
| 中国人民解放军 · （陆军、火箭军适用） · |      |      |      |      |      |      |      |      | 上将     | 上将     | 中将     | 中将     | 少将     | 少将     |      | 大校     | 上校     | 上校     | 中校     | 中校     | 少校     | 少校     | 上尉     | 上尉     | 中尉     | 中尉     | 少尉     | 少尉     | 少尉     | 少尉     | 学员     | 学员     | 学员     | 学员     | 学员     | 学员     |      |      |      |      |      |      |
| 中国人民解放军 · （陆军、火箭军适用） · |      |      |      |      |      |      |      |      | 上将     | 上将     | 中将     | 中将     | 少将     | 少将     |      | 大校     | 上校     | 上校     | 中校     | 中校     | 少校     | 少校     | 上尉     | 上尉     | 中尉     | 中尉     | 少尉     | 少尉     | 少尉     | 少尉     | 学员     | 学员     | 学员     | 学员     | 学员     | 学员     |      |      |      |      |      |      |
| 中国人民解放军海军 ·                    |      |      |      |      |      |      |      |      | 海军上将 | 海军上将 | 海军中将 | 海军中将 | 海军少将 | 海军少将 |      | 海军大校 | 海军上校 | 海军上校 | 海军中校 | 海军中校 | 海军少校 | 海军少校 | 海军上尉 | 海军上尉 | 海军中尉 | 海军中尉 | 海军少尉 | 海军少尉 | 海军少尉 | 海军少尉 | 海军学员 | 海军学员 | 海军学员 | 海军学员 | 海军学员 | 海军学员 |      |      |      |      |      |      |
| 中国人民解放军海军 ·                    |      |      |      |      |      |      |      |      | 海军上将 | 海军上将 | 海军中将 | 海军中将 | 海军少将 | 海军少将 |      | 海军大校 | 海军上校 | 海军上校 | 海军中校 | 海军中校 | 海军少校 | 海军少校 | 海军上尉 | 海军上尉 | 海军中尉 | 海军中尉 | 海军少尉 | 海军少尉 | 海军少尉 | 海军少尉 | 海军学员 | 海军学员 | 海军学员 | 海军学员 | 海军学员 | 海军学员 |      |      |      |      |      |      |
| 中国人民解放军空军 ·                    |      |      |      |      |      |      |      |      | 空军上将 | 空军上将 | 空军中将 | 空军中将 | 空军少将 | 空军少将 |      | 空军大校 | 空军上校 | 空军上校 | 空军中校 | 空军中校 | 空军少校 | 空军少校 | 空军上尉 | 空军上尉 | 空军中尉 | 空军中尉 | 空军少尉 | 空军少尉 | 空军少尉 | 空军少尉 | 空军学员 | 空军学员 | 空军学员 | 空军学员 | 空军学员 | 空军学员 |      |      |      |      |      |      |
| 中国人民解放军空军 ·                    |      |      |      |      |      |      |      |      | 空军上将 | 空军上将 | 空军中将 | 空军中将 | 空军少将 | 空军少将 |      | 空军大校 | 空军上校 | 空军上校 | 空军中校 | 空军中校 | 空军少校 | 空军少校 | 空军上尉 | 空军上尉 | 空军中尉 | 空军中尉 | 空军少尉 | 空军少尉 | 空军少尉 | 空军少尉 | 空军学员 | 空军学员 | 空军学员 | 空军学员 | 空军学员 | 空军学员 |      |      |      |      |      |      |

### 士兵军衔

#### 1955年式军衔
下表列出1955年式的中国人民解放军士官和士兵军衔，各军兵种另以兵种符号作区分。其中，中国人民志愿军单设军衔，在解放军军衔基础上去除所有八一军徽及国籍标识。以下图示除海军外仅列出领章，并以1963年为准：
| 二等五级                                            | 军士 | 军士 | 军士 | 军士 | 军士 | 军士 | 军士 | 军士 | 军士 | 军士 | 军士     | 军士     | 军士     | 军士     | 军士     | 军士     | 军士     | 军士     | 军士     | 军士     | 军士     | 军士     | 军士     | 军士     | 军士     | 军士     | 兵         | 兵         | 兵       | 兵       | 兵       | 兵       | 兵       | 兵       | 兵 | 兵 |
| --------------------------------------------------- | ---- | ---- | ---- | ---- | ---- | ---- | ---- | ---- | ---- | ---- | -------- | -------- | -------- | -------- | -------- | -------- | -------- | -------- | -------- | -------- | -------- | -------- | -------- | -------- | -------- | -------- | ---------- | ---------- | -------- | -------- | -------- | -------- | -------- | -------- | -- | -- |
| 中国人民解放军 · （陆军、总部机关、保障机关适用） · |      |      |      |      |      |      |      |      |      |      | 上士     | 上士     | 上士     | 上士     | 上士     | 上士     | 中士     | 中士     | 中士     | 中士     | 中士     | 中士     | 下士     | 下士     | 下士     | 下士     | 上等兵     | 上等兵     | 列兵     | 列兵     | 列兵     | 列兵     | 列兵     | 列兵     |    |    |
| 中国人民解放军 · （陆军、总部机关、保障机关适用） · |      |      |      |      |      |      |      |      |      |      | 上士     | 上士     | 上士     | 上士     | 上士     | 上士     | 中士     | 中士     | 中士     | 中士     | 中士     | 中士     | 下士     | 下士     | 下士     | 下士     | 上等兵     | 上等兵     | 列兵     | 列兵     | 列兵     | 列兵     | 列兵     | 列兵     |    |    |
| 中国人民解放军海军 ·                                |      |      |      |      |      |      |      |      |      |      | 上士     | 上士     | 上士     | 上士     | 上士     | 上士     | 中士     | 中士     | 中士     | 中士     | 中士     | 中士     | 下士     | 下士     | 下士     | 下士     | 上等兵     | 上等兵     | 列兵     | 列兵     | 列兵     | 列兵     | 列兵     | 列兵     |    |    |
| 中国人民解放军海军 ·                                |      |      |      |      |      |      |      |      |      |      | 海军上士 | 海军上士 | 海军上士 | 海军上士 | 海军上士 | 海军上士 | 海军中士 | 海军中士 | 海军中士 | 海军中士 | 海军中士 | 海军中士 | 海军下士 | 海军下士 | 海军下士 | 海军下士 | 海军上等兵 | 海军上等兵 | 水兵     | 水兵     | 水兵     | 水兵     | 水兵     | 水兵     |    |    |
| 中国人民解放军空军 ·                                |      |      |      |      |      |      |      |      |      |      | 上士     | 上士     | 上士     | 上士     | 上士     | 上士     | 中士     | 中士     | 中士     | 中士     | 中士     | 中士     | 下士     | 下士     | 下士     | 下士     | 上等兵     | 上等兵     | 列兵     | 列兵     | 列兵     | 列兵     | 列兵     | 列兵     |    |    |
| 中国人民解放军空军 ·                                |      |      |      |      |      |      |      |      |      |      | 空军上士 | 空军上士 | 空军上士 | 空军上士 | 空军上士 | 空军上士 | 空军中士 | 空军中士 | 空军中士 | 空军中士 | 空军中士 | 空军中士 | 空军下士 | 空军下士 | 空军下士 | 空军下士 | 空军上等兵 | 空军上等兵 | 空军列兵 | 空军列兵 | 空军列兵 | 空军列兵 | 空军列兵 | 空军列兵 |    |    |

#### 無军衔時期

##### 65式軍服
1965年解放軍將軍銜制廢除，軍官改稱幹部，軍士和士兵則改稱作戰士。新採用的65式軍服全軍紅領章通用，僅將幹部和戰士以上衣的口袋數量(幹部4個，戰士2個)做出區隔。
- 65式領章

##### 85式軍服
1985年將幹部和戰士的領章做出區隔，戰士在本來的紅領章上改為對應軍種色並增加對應的八一紅星，此項改動算是在替1988年恢復軍銜制度做預備。此時的軍服為65式過渡至87式的樣式，擁有兩者的共通點。
- 85式陸軍戰士領章
- 85式海軍戰士領章
- 85式空軍戰士領章

#### 1988年式军衔
1988年军衔制度里的士官军衔区分为两种。军士长指经过军事院校或者士官训练机构培训，被任命担任基层行政或者专业技术领导管理职务的士兵。而专业军士指服现役满五年、自愿继续服现役，经批准担任专业技术职务的士兵。
在1988式士官军衔中，士官包括军士长、专业军士；军士包括上士、中士、下士。
| 三等六级                                  | 士官 | 士官 | 士官 | 士官 | 士官 | 士官 | 士官 | 士官 | 士官   | 士官     | 军士 | 军士 | 军士 | 军士 | 军士 | 军士 | 军士 | 军士 | 军士 | 军士 | 军士 | 军士 | 军士 | 军士 | 军士 | 军士 | 兵     | 兵     | 兵   | 兵   | 兵   | 兵   | 兵   | 兵   | 兵 | 兵 |
| ----------------------------------------- | ---- | ---- | ---- | ---- | ---- | ---- | ---- | ---- | ------ | -------- | ---- | ---- | ---- | ---- | ---- | ---- | ---- | ---- | ---- | ---- | ---- | ---- | ---- | ---- | ---- | ---- | ------ | ------ | ---- | ---- | ---- | ---- | ---- | ---- | -- | -- |
| 中国人民解放军 · （陆军、二炮部队适用） · |      |      |      |      |      |      |      |      | 军士长 | 专业军士 | 上士 | 上士 | 上士 | 上士 | 上士 | 上士 | 中士 | 中士 | 中士 | 中士 | 中士 | 中士 | 下士 | 下士 | 下士 | 下士 | 上等兵 | 上等兵 | 列兵 | 列兵 | 列兵 | 列兵 | 列兵 | 列兵 |    |    |
| 中国人民解放军 · （陆军、二炮部队适用） · |      |      |      |      |      |      |      |      | 军士长 | 专业军士 | 上士 | 上士 | 上士 | 上士 | 上士 | 上士 | 中士 | 中士 | 中士 | 中士 | 中士 | 中士 | 下士 | 下士 | 下士 | 下士 | 上等兵 | 上等兵 | 列兵 | 列兵 | 列兵 | 列兵 | 列兵 | 列兵 |    |    |

#### 1993年式士官军衔

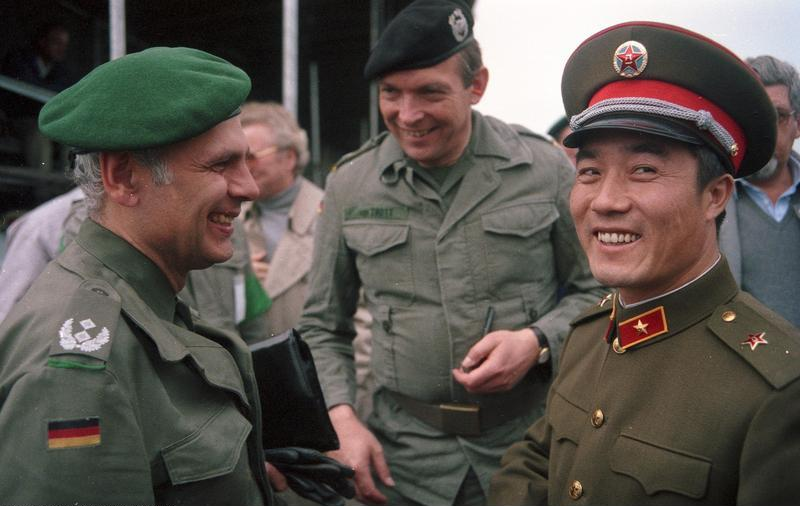
身着85式军官冬常服的一名解放军陆军军官（右一），由于当时尚未恢复军衔制，故佩挂仅有八一军徽的领章、肩章。

1993年军衔制度里的士官军衔区分为两种。军士长指经过军事院校或者士官训练机构培训，被任命担任基层行政或者专业技术领导管理职务的士兵。而专业军士指服现役满五年、自愿继续服现役，经批准担任专业技术职务的士兵。
在1993式士官军衔中，士官包括四级军士长（四级专业军士）、三级军士长（三级专业军士）、二级军士长（二级专业军士）、一级军士长（一级专业军士）；军士包括上士、中士、下士。
| 三等九级                                  | 士官       | 士官       | 士官         | 士官         | 士官       | 士官         | 士官       | 士官         | 士官       | 士官         | 军士 | 军士 | 军士 | 军士 | 军士 | 军士 | 军士 | 军士 | 军士 | 军士 | 军士 | 军士 | 军士 | 军士 | 军士 | 军士 | 兵     | 兵     | 兵   | 兵   | 兵   | 兵   | 兵   | 兵   | 兵 | 兵 |
| ----------------------------------------- | ---------- | ---------- | ------------ | ------------ | ---------- | ------------ | ---------- | ------------ | ---------- | ------------ | ---- | ---- | ---- | ---- | ---- | ---- | ---- | ---- | ---- | ---- | ---- | ---- | ---- | ---- | ---- | ---- | ------ | ------ | ---- | ---- | ---- | ---- | ---- | ---- | -- | -- |
| 中国人民解放军 · （陆军、二炮部队适用） · | 四级军士长 | 四级军士长 | 四级专业军士 | 四级专业军士 | 三级军士长 | 三级专业军士 | 二级军士长 | 二级专业军士 | 一级军士长 | 一级专业军士 | 上士 | 上士 | 上士 | 上士 | 上士 | 上士 | 中士 | 中士 | 中士 | 中士 | 中士 | 中士 | 下士 | 下士 | 下士 | 下士 | 上等兵 | 上等兵 | 列兵 | 列兵 | 列兵 | 列兵 | 列兵 | 列兵 |    |    |
| 中国人民解放军 · （陆军、二炮部队适用） · | 四级军士长 | 四级军士长 | 四级专业军士 | 四级专业军士 | 三级军士长 | 三级专业军士 | 二级军士长 | 二级专业军士 | 一级军士长 | 一级专业军士 | 上士 | 上士 | 上士 | 上士 | 上士 | 上士 | 中士 | 中士 | 中士 | 中士 | 中士 | 中士 | 下士 | 下士 | 下士 | 下士 | 上等兵 | 上等兵 | 列兵 | 列兵 | 列兵 | 列兵 | 列兵 | 列兵 |    |    |

#### 1999年式士官军衔

##### 87式军服
下表列出1999年式的中国人民解放军士官军衔。其中，高级士官包括六级士官、五级士官；中级士官包括四级士官、三级士官；初级士官包括二级士官、一级士官。图样为已停止使用的87式军服肩章。以陆军为例：
| 四等八级                                  | 高级士官 | 高级士官 | 高级士官 | 高级士官 | 高级士官 | 高级士官 | 高级士官 | 高级士官 | 中级士官 | 中级士官 | 中级士官 | 中级士官 | 中级士官 | 中级士官 | 中级士官 | 中级士官 | 初级士官 | 初级士官 | 初级士官 | 初级士官 | 初级士官 | 初级士官 | 初级士官 | 初级士官 | 初级士官 | 初级士官 | 兵     | 兵     | 兵   | 兵   | 兵   | 兵   | 兵   | 兵   | 兵 | 兵 |
| ----------------------------------------- | -------- | -------- | -------- | -------- | -------- | -------- | -------- | -------- | -------- | -------- | -------- | -------- | -------- | -------- | -------- | -------- | -------- | -------- | -------- | -------- | -------- | -------- | -------- | -------- | -------- | -------- | ------ | ------ | ---- | ---- | ---- | ---- | ---- | ---- | -- | -- |
| 中国人民解放军 · （陆军、二炮部队适用） · | 六级士官 | 六级士官 | 六级士官 | 六级士官 | 六级士官 | 六级士官 | 五级士官 | 五级士官 | 四级士官 | 四级士官 | 三级士官 | 三级士官 | 三级士官 | 三级士官 | 三级士官 | 三级士官 | 二级士官 | 二级士官 | 二级士官 | 二级士官 | 二级士官 | 二级士官 | 一级士官 | 一级士官 | 一级士官 | 一级士官 | 上等兵 | 上等兵 | 列兵 | 列兵 | 列兵 | 列兵 | 列兵 | 列兵 |    |    |
| 中国人民解放军 · （陆军、二炮部队适用） · | 六级士官 | 六级士官 | 六级士官 | 六级士官 | 六级士官 | 六级士官 | 五级士官 | 五级士官 | 四级士官 | 四级士官 | 三级士官 | 三级士官 | 三级士官 | 三级士官 | 三级士官 | 三级士官 | 二级士官 | 二级士官 | 二级士官 | 二级士官 | 二级士官 | 二级士官 | 一级士官 | 一级士官 | 一级士官 | 一级士官 | 上等兵 | 上等兵 | 列兵 | 列兵 | 列兵 | 列兵 | 列兵 | 列兵 |    |    |

##### 07式军服
| 四等八级                                  | 高级士官     | 高级士官     | 高级士官     | 高级士官     | 高级士官     | 高级士官     | 高级士官     | 高级士官     | 中级士官     | 中级士官     | 中级士官     | 中级士官     | 中级士官     | 中级士官     | 中级士官     | 中级士官     | 初级士官     | 初级士官     | 初级士官     | 初级士官     | 初级士官     | 初级士官     | 初级士官     | 初级士官     | 初级士官     | 初级士官     | 兵         | 兵         | 兵       | 兵       | 兵       | 兵       | 兵       | 兵       | 兵 | 兵 |
| ----------------------------------------- | ------------ | ------------ | ------------ | ------------ | ------------ | ------------ | ------------ | ------------ | ------------ | ------------ | ------------ | ------------ | ------------ | ------------ | ------------ | ------------ | ------------ | ------------ | ------------ | ------------ | ------------ | ------------ | ------------ | ------------ | ------------ | ------------ | ---------- | ---------- | -------- | -------- | -------- | -------- | -------- | -------- | -- | -- |
| 中国人民解放军 · （陆军、二炮部队适用） · | 六级士官     | 六级士官     | 六级士官     | 六级士官     | 六级士官     | 六级士官     | 五级士官     | 五级士官     | 四级士官     | 四级士官     | 三级士官     | 三级士官     | 三级士官     | 三级士官     | 三级士官     | 三级士官     | 二级士官     | 二级士官     | 二级士官     | 二级士官     | 二级士官     | 二级士官     | 一级士官     | 一级士官     | 一级士官     | 一级士官     | 上等兵     | 上等兵     | 列兵     | 列兵     | 列兵     | 列兵     | 列兵     | 列兵     |    |    |
| 中国人民解放军 · （陆军、二炮部队适用） · | 六级士官     | 六级士官     | 六级士官     | 六级士官     | 六级士官     | 六级士官     | 五级士官     | 五级士官     | 四级士官     | 四级士官     | 三级士官     | 三级士官     | 三级士官     | 三级士官     | 三级士官     | 三级士官     | 二级士官     | 二级士官     | 二级士官     | 二级士官     | 二级士官     | 二级士官     | 一级士官     | 一级士官     | 一级士官     | 一级士官     | 上等兵     | 上等兵     | 列兵     | 列兵     | 列兵     | 列兵     | 列兵     | 列兵     |    |    |
| 中国人民解放军海军 ·                      | 六级士官     | 六级士官     | 六级士官     | 六级士官     | 六级士官     | 六级士官     | 五级士官     | 五级士官     | 四级士官     | 四级士官     | 三级士官     | 三级士官     | 三级士官     | 三级士官     | 三级士官     | 三级士官     | 二级士官     | 二级士官     | 二级士官     | 二级士官     | 二级士官     | 二级士官     | 一级士官     | 一级士官     | 一级士官     | 一级士官     | 上等兵     | 上等兵     | 列兵     | 列兵     | 列兵     | 列兵     | 列兵     | 列兵     |    |    |
| 中国人民解放军海军 ·                      | 海军六级士官 | 海军六级士官 | 海军六级士官 | 海军六级士官 | 海军六级士官 | 海军六级士官 | 海军五级士官 | 海军五级士官 | 海军四级士官 | 海军四级士官 | 海军三级士官 | 海军三级士官 | 海军三级士官 | 海军三级士官 | 海军三级士官 | 海军三级士官 | 海军二级士官 | 海军二级士官 | 海军二级士官 | 海军二级士官 | 海军二级士官 | 海军二级士官 | 海军一级士官 | 海军一级士官 | 海军一级士官 | 海军一级士官 | 海军上等兵 | 海军上等兵 | 海军列兵 | 海军列兵 | 海军列兵 | 海军列兵 | 海军列兵 | 海军列兵 |    |    |
| 中国人民解放军空军 ·                      | 六级士官     | 六级士官     | 六级士官     | 六级士官     | 六级士官     | 六级士官     | 五级士官     | 五级士官     | 四级士官     | 四级士官     | 三级士官     | 三级士官     | 三级士官     | 三级士官     | 三级士官     | 三级士官     | 二级士官     | 二级士官     | 二级士官     | 二级士官     | 二级士官     | 二级士官     | 一级士官     | 一级士官     | 一级士官     | 一级士官     | 上等兵     | 上等兵     | 列兵     | 列兵     | 列兵     | 列兵     | 列兵     | 列兵     |    |    |
| 中国人民解放军空军 ·                      | 空军六级士官 | 空军六级士官 | 空军六级士官 | 空军六级士官 | 空军六级士官 | 空军六级士官 | 空军五级士官 | 空军五级士官 | 空军四级士官 | 空军四级士官 | 空军三级士官 | 空军三级士官 | 空军三级士官 | 空军三级士官 | 空军三级士官 | 空军三级士官 | 空军二级士官 | 空军二级士官 | 空军二级士官 | 空军二级士官 | 空军二级士官 | 空军二级士官 | 空军一级士官 | 空军一级士官 | 空军一级士官 | 空军一级士官 | 空军上等兵 | 空军上等兵 | 空军列兵 | 空军列兵 | 空军列兵 | 空军列兵 | 空军列兵 | 空军列兵 |    |    |

#### 2009年式士官军衔
中国人民解放军最新的士官制度始于2009年。其中，高级士官包括一级军士长、二级军士长、三级军士长；中级士官包括四级军士长、上士；初级士官包括中士、下士。
下表列出2009年士官军衔在07式军服体系中的肩章标识。此外，二级军士长至下士军衔肩章，同时亦为1999年士官军衔六级至一级士官在07式军服体系中的肩章标识：
需要注意的是，不同于北约国家，中国人民解放军士兵在新兵营未结业之前没有军衔，结业后授列兵军衔。而根据《中国人民解放军现役士兵服役条例》第三章第十六条的规定“列兵为最低军衔”，解放军列兵实际上等于北约军衔等级中的OR-2。
| 四等九级                                | 高级士官       | 高级士官       | 高级士官       | 高级士官       | 高级士官       | 高级士官       | 高级士官       | 高级士官       | 中级士官       | 中级士官       | 中级士官 | 中级士官 | 中级士官 | 中级士官 | 中级士官 | 中级士官 | 初级士官 | 初级士官 | 初级士官 | 初级士官 | 初级士官 | 初级士官 | 初级士官 | 初级士官 | 初级士官 | 初级士官 | 兵         | 兵         | 兵       | 兵       | 兵       | 兵       | 兵       | 兵       | 兵 | 兵 |
| --------------------------------------- | -------------- | -------------- | -------------- | -------------- | -------------- | -------------- | -------------- | -------------- | -------------- | -------------- | -------- | -------- | -------- | -------- | -------- | -------- | -------- | -------- | -------- | -------- | -------- | -------- | -------- | -------- | -------- | -------- | ---------- | ---------- | -------- | -------- | -------- | -------- | -------- | -------- | -- | -- |
| 中国人民解放军 · （陆军、火箭军适用） · | 一级军士长     | 一级军士长     | 一级军士长     | 二级军士长     | 二级军士长     | 二级军士长     | 三级军士长     | 三级军士长     | 四级军士长     | 四级军士长     | 上士     | 上士     | 上士     | 上士     | 上士     | 上士     | 中士     | 中士     | 中士     | 中士     | 中士     | 中士     | 下士     | 下士     | 下士     | 下士     | 上等兵     | 上等兵     | 列兵     | 列兵     | 列兵     | 列兵     | 列兵     | 列兵     |    |    |
| 中国人民解放军 · （陆军、火箭军适用） · | 一级军士长     | 一级军士长     | 一级军士长     | 二级军士长     | 二级军士长     | 二级军士长     | 三级军士长     | 三级军士长     | 四级军士长     | 四级军士长     | 上士     | 上士     | 上士     | 上士     | 上士     | 上士     | 中士     | 中士     | 中士     | 中士     | 中士     | 中士     | 下士     | 下士     | 下士     | 下士     | 上等兵     | 上等兵     | 列兵     | 列兵     | 列兵     | 列兵     | 列兵     | 列兵     |    |    |
| 中国人民解放军海军 ·                    | 海军一级军士长 | 海军一级军士长 | 海军一级军士长 | 海军二级军士长 | 海军二级军士长 | 海军二级军士长 | 海军三级军士长 | 海军三级军士长 | 海军四级军士长 | 海军四级军士长 | 海军上士 | 海军上士 | 海军上士 | 海军上士 | 海军上士 | 海军上士 | 海军中士 | 海军中士 | 海军中士 | 海军中士 | 海军中士 | 海军中士 | 海军下士 | 海军下士 | 海军下士 | 海军下士 | 海军上等兵 | 海军上等兵 | 海军列兵 | 海军列兵 | 海军列兵 | 海军列兵 | 海军列兵 | 海军列兵 |    |    |
| 中国人民解放军海军 ·                    | 海军一级军士长 | 海军一级军士长 | 海军一级军士长 | 海军二级军士长 | 海军二级军士长 | 海军二级军士长 | 海军三级军士长 | 海军三级军士长 | 海军四级军士长 | 海军四级军士长 | 海军上士 | 海军上士 | 海军上士 | 海军上士 | 海军上士 | 海军上士 | 海军中士 | 海军中士 | 海军中士 | 海军中士 | 海军中士 | 海军中士 | 海军下士 | 海军下士 | 海军下士 | 海军下士 | 海军上等兵 | 海军上等兵 | 海军列兵 | 海军列兵 | 海军列兵 | 海军列兵 | 海军列兵 | 海军列兵 |    |    |
| 中国人民解放军空军 ·                    | 空军一级军士长 | 空军一级军士长 | 空军一级军士长 | 空军二级军士长 | 空军二级军士长 | 空军二级军士长 | 空军三级军士长 | 空军三级军士长 | 空军四级军士长 | 空军四级军士长 | 空军上士 | 空军上士 | 空军上士 | 空军上士 | 空军上士 | 空军上士 | 空军中士 | 空军中士 | 空军中士 | 空军中士 | 空军中士 | 空军中士 | 空军下士 | 空军下士 | 空军下士 | 空军下士 | 空军上等兵 | 空军上等兵 | 空军列兵 | 空军列兵 | 空军列兵 | 空军列兵 | 空军列兵 | 空军列兵 |    |    |
| 中国人民解放军空军 ·                    | 空军一级军士长 | 空军一级军士长 | 空军一级军士长 | 空军二级军士长 | 空军二级军士长 | 空军二级军士长 | 空军三级军士长 | 空军三级军士长 | 空军四级军士长 | 空军四级军士长 | 空军上士 | 空军上士 | 空军上士 | 空军上士 | 空军上士 | 空军上士 | 空军中士 | 空军中士 | 空军中士 | 空军中士 | 空军中士 | 空军中士 | 空军下士 | 空军下士 | 空军下士 | 空军下士 | 空军上等兵 | 空军上等兵 | 空军列兵 | 空军列兵 | 空军列兵 | 空军列兵 | 空军列兵 | 空军列兵 |    |    |

### 文职干部军衔标识
现行的解放军07式军服对非作战部队，即文职干部和仪仗队、军乐队等的肩章訂定特殊规定。其中，图示的仪仗队肩章已于2014年废止。2021年新的军官制度实行后，不再采用文职干部军衔。
| 类别                                                    | 文职干部                              | 文职干部                              | 文职干部                              | 文职干部                              | 文职干部                              | 文职干部                              | 文职干部                              | 文职干部                              | 仪仗队     | 仪仗队     | 军乐团     | 军乐团     | 军乐团     | 文工团     | 文工团     | 文工团     |
| ------------------------------------------------------- | ------------------------------------- | ------------------------------------- | ------------------------------------- | ------------------------------------- | ------------------------------------- | ------------------------------------- | ------------------------------------- | ------------------------------------- | ---------- | ---------- | ---------- | ---------- | ---------- | ---------- | ---------- | ---------- |
| 中国人民解放军 · （陆军、火箭军、军委直属兵种部队适用） | 文职干部专业技术三级（大校）以上      | 文职干部专业技术三级（大校）以上      | 文职干部专业技术三级（大校）以上      | 文职干部专业技术三级（大校）以上      | 文职干部专业技术三级（大校）以上      | 文职干部专业技术三级（大校）以上      | 文职干部专业技术四级（中校）以下      | 文职干部专业技术四级（中校）以下      | 陆军仪仗队 | 陆军仪仗队 |            |            |            | 文工团     | 文工团     | 文工团     |
| 中国人民解放军 · （陆军、火箭军、军委直属兵种部队适用） | 文职干部 专业技术三级（大校）以上     | 文职干部 专业技术三级（大校）以上     | 文职干部 专业技术三级（大校）以上     | 文职干部 专业技术三级（大校）以上     | 文职干部 专业技术三级（大校）以上     | 文职干部 专业技术三级（大校）以上     | 文职干部 专业技术四级（中校）以下     | 文职干部 专业技术四级（中校）以下     | 陆军仪仗队 | 陆军仪仗队 | 军乐团     | 军乐团     | 军乐团     | 文工团     | 文工团     | 文工团     |
| 中国人民解放军海军                                      | 文职干部专业技术三级（大校）以上      | 文职干部专业技术三级（大校）以上      | 文职干部专业技术三级（大校）以上      | 文职干部专业技术三级（大校）以上      | 文职干部专业技术三级（大校）以上      | 文职干部专业技术三级（大校）以上      | 文职干部专业技术四级（中校）以下      | 文职干部专业技术四级（中校）以下      |            |            |            |            |            | 文工团     | 文工团     | 文工团     |
| 中国人民解放军海军                                      | 海军文职干部 专业技术三级（大校）以上 | 海军文职干部 专业技术三级（大校）以上 | 海军文职干部 专业技术三级（大校）以上 | 海军文职干部 专业技术三级（大校）以上 | 海军文职干部 专业技术三级（大校）以上 | 海军文职干部 专业技术三级（大校）以上 | 海军文职干部 专业技术四级（中校）以下 | 海军文职干部 专业技术四级（中校）以下 | 海军仪仗队 | 海军仪仗队 | 海军军乐团 | 海军军乐团 | 海军军乐团 | 海军文工团 | 海军文工团 | 海军文工团 |
| 中国人民解放军空军                                      | 文职干部专业技术三级（大校）以上      | 文职干部专业技术三级（大校）以上      | 文职干部专业技术三级（大校）以上      | 文职干部专业技术三级（大校）以上      | 文职干部专业技术三级（大校）以上      | 文职干部专业技术三级（大校）以上      | 文职干部专业技术四级（中校）以下      | 文职干部专业技术四级（中校）以下      |            |            |            |            |            | 文工团     | 文工团     | 文工团     |
| 中国人民解放军空军                                      | 空军文职干部 专业技术三级（大校）以上 | 空军文职干部 专业技术三级（大校）以上 | 空军文职干部 专业技术三级（大校）以上 | 空军文职干部 专业技术三级（大校）以上 | 空军文职干部 专业技术三级（大校）以上 | 空军文职干部 专业技术三级（大校）以上 | 空军文职干部 专业技术四级（中校）以下 | 空军文职干部 专业技术四级（中校）以下 | 空军仪仗队 | 空军仪仗队 | 空军军乐团 | 空军军乐团 | 空军军乐团 | 空军文工团 | 空军文工团 | 空军文工团 |

## 沿革对照
| 类别 | 等别      | 1955年                            | 1965年     | 1988年                | 1993年                  | 1994年                  | 1999年                                                | 2010年                                                     | 2022年                                                       |
| ---- | --------- | --------------------------------- | ---------- | --------------------- | ----------------------- | ----------------------- | ----------------------------------------------------- | ---------------------------------------------------------- | ------------------------------------------------------------ |
| 军官 | 元帅      | 中华人民共和国大元帅 （设而未授） | 取消军衔制 | —                     | —                       | —                       | —                                                     | —                                                          | —                                                            |
| 军官 | 元帅      | 中华人民共和国元帅                | 取消军衔制 | —                     | —                       | —                       | —                                                     | —                                                          | —                                                            |
| 军官 | 将官      | 大将                              | 取消军衔制 | 一级上将 （设而未授） | 一级上将 （设而未授）   | —                       | —                                                     | —                                                          | —                                                            |
| 军官 | 将官      | 上将                              | 取消军衔制 | 上将                  | 上将                    | 上将                    | 上将                                                  | 上将                                                       | 上将                                                         |
| 军官 | 将官      | 中将                              | 取消军衔制 | 中将                  | 中将                    | 中将                    | 中将                                                  | 中将                                                       | 中将                                                         |
| 军官 | 将官      | 少将                              | 取消军衔制 | 少将                  | 少将                    | 少将                    | 少将                                                  | 少将                                                       | 少将                                                         |
| 军官 | 校官      | 大校                              | 取消军衔制 | 大校                  | 大校                    | 大校                    | 大校                                                  | 大校                                                       | 大校                                                         |
| 军官 | 校官      | 上校                              | 取消军衔制 | 上校                  | 上校                    | 上校                    | 上校                                                  | 上校                                                       | 上校                                                         |
| 军官 | 校官      | 中校                              | 取消军衔制 | 中校                  | 中校                    | 中校                    | 中校                                                  | 中校                                                       | 中校                                                         |
| 军官 | 校官      | 少校                              | 取消军衔制 | 少校                  | 少校                    | 少校                    | 少校                                                  | 少校                                                       | 少校                                                         |
| 军官 | 尉官      | 大尉                              | 取消军衔制 | —                     | —                       | —                       | —                                                     | —                                                          | —                                                            |
| 军官 | 尉官      | 上尉                              | 取消军衔制 | 上尉                  | 上尉                    | 上尉                    | 上尉                                                  | 上尉                                                       | 上尉                                                         |
| 军官 | 尉官      | 中尉                              | 取消军衔制 | 中尉                  | 中尉                    | 中尉                    | 中尉                                                  | 中尉                                                       | 中尉                                                         |
| 军官 | 尉官      | 少尉                              | 取消军衔制 | 少尉                  | 少尉                    | 少尉                    | 少尉                                                  | 少尉                                                       | 少尉                                                         |
| 军官 | 尉官      | 准尉 （未设实授）                 | 取消军衔制 | —                     | —                       | —                       | —                                                     | —                                                          | —                                                            |
| 类别 | 等别      | 1955年                            | 1965年     | 1988年                | 1993年                  | 1994年                  | 1999年                                                | 2010年                                                     | 2022年                                                       |
| 士兵 | 军士/士官 | —                                 | 取消军衔制 | 军士长 专业军士       | 四级军士长 四级专业军士 | 四级军士长 四级专业军士 | 六级士官 五级士官 四级士官 三级士官 二级士官 一级士官 | 一级军士长 二级军士长 三级军士长 四级军士长 上士 中士 下士 | 一级军士长 二级军士长 三级军士长 一级上士 二级上士 中士 下士 |
| 士兵 | 军士/士官 | —                                 | 取消军衔制 | 军士长 专业军士       | 三级军士长 三级专业军士 |                         | 六级士官 五级士官 四级士官 三级士官 二级士官 一级士官 | 一级军士长 二级军士长 三级军士长 四级军士长 上士 中士 下士 | 一级军士长 二级军士长 三级军士长 一级上士 二级上士 中士 下士 |
| 士兵 | 军士/士官 | —                                 | 取消军衔制 | 军士长 专业军士       | 二级军士长 二级专业军士 |                         | 六级士官 五级士官 四级士官 三级士官 二级士官 一级士官 | 一级军士长 二级军士长 三级军士长 四级军士长 上士 中士 下士 | 一级军士长 二级军士长 三级军士长 一级上士 二级上士 中士 下士 |
| 士兵 | 军士/士官 | —                                 | 取消军衔制 | 军士长 专业军士       | 一级军士长 一级专业军士 |                         | 六级士官 五级士官 四级士官 三级士官 二级士官 一级士官 | 一级军士长 二级军士长 三级军士长 四级军士长 上士 中士 下士 | 一级军士长 二级军士长 三级军士长 一级上士 二级上士 中士 下士 |
| 士兵 | 军士      | 上士                              | 取消军衔制 | 上士                  | 上士                    | 上士                    | —                                                     | —                                                          | —                                                            |
| 士兵 | 军士      | 中士                              | 取消军衔制 | 中士                  | 中士                    | 中士                    | —                                                     | —                                                          | —                                                            |
| 士兵 | 军士      | 下士                              | 取消军衔制 | 下士                  | 下士                    | 下士                    | —                                                     | —                                                          | —                                                            |
| 士兵 | 兵        | 上等兵                            | 取消军衔制 | 上等兵                | 上等兵                  | 上等兵                  | 上等兵                                                | 上等兵                                                     | 上等兵                                                       |
| 士兵 | 兵        | 列兵                              | 取消军衔制 | 列兵                  | 列兵                    | 列兵                    | 列兵                                                  | 列兵                                                       | 列兵                                                         |